# Guerra Civil siriana
La Guerra Civil siriana és un conflicte armat procedent d'un ampli moviment contestatari contra el règim baasista sirià que va començar per manifestacions antirègim i pro-règim pacífiques el 15 de març del 2011, tres mesos després del començament del clima revolucionari conegut com a Primavera Àrab. El moviment fou reprimit per les forces sirianes i es perllonga fins al 2013; transformant-se progressivament en un conflicte que oposa dos bàndols armats enmig de les poblacions civils, i ha provocat fins ara més de 70.000 morts. Per fer front a l'exèrcit regular i les seves forces auxiliars, el 2011 es va constituir i estructurar progressivament un «Exèrcit Lliure de Síria» (ESL), sobre la base d'un nucli de desertors i de ciutadans.
El govern sirià va rebre el suport de Rússia i la Xina, sobretot a l'Organització de les Nacions Unides, la rebel·lió té el suport dels països occidentals, i l'ESL, lentament recolzat i armat per Turquia, Aràbia Saudita i Qatar, i va disposar de l'ajuda d'agents de l'Agència Central d'Intel·ligència que operaven des de Turquia. L'ESL va reforçar-se progressivament infiltrat per gihadistes propers a l'esfera d'influència d'Al-Qaida,
L'esclat de la guerra russo-ucraïnesa el 2022 va comportar la retirada de personal i recursos militars russos, el principal aliat d'Assad, i els atacs d'Israel a Iran i els forts cops contra Hezbol·là, també aliats de Baixar al-Àssad, van deixar un buit que els rebels van poder aprofitar.
El 27 de novembre de 2024 els milicians de l'aliança gihadista Tahrir al-Xam van iniciar l'Operació Alba de Llibertat. prenent Alep el 30 de novembre el 5 de desembre van capturar Hama mentre que el 29 de novembre de 2024, els grups d'oposició del sud van començar un avanç de dos fronts cap a Damasc combinats amb l'Exèrcit Lliure de Síria que va prendre Palmira el 7 de desembre. El 8 de desembre, les forces rebels van entrar al barri de Barzeh de la ciutat i Assad va sortir de Damasc per aire cap a una destinació desconeguda.

## Història

### Gènesi
Mentre la primavera àrab s'estenia el 2011 per tots els països àrabs, el règim de Damasc prenia mesures de prevenció i repressió combinades amb temptatives d'apaivagament. Es van llançar diverses crides a manifestar-se a partir del 4 de febrer, però els mukhabarat van reprimir aquestes manifestacions.

### Crides a manifestar-se no seguides
Seguint l'exemple de la revolució tunisiana, a través de Facebook es van fer crides a la manifestació, on es convidava els sirians a mobilitzar-se el 4 i 5 de febrer, sobretot davant la seu del parlament a Damasc, però la crida no va acabar de reeixir.
El 17 de febrer del mateix any, el govern anuncià mesures socials que preveien una baixada d'impostos sobre els productes alimentaris de primera necessitat, l'augment de les subvencions per a la benzina i la creació d'un fons social per ajudar 420.000 persones en dificultats. A final de febrer, el poder va restablir l'accés a Facebook i YouTube amb la intenció d'apaivagar eventuals tensions. El poder multiplica igualment les mesures de seguretat amb el reforçament de les escoltes i plans per aïllar dels mitjans de comunicació regions o ciutats de la resta del país.
El 17 de febrer, la violència policial contra un comerciant comporta l'aixecament d'un barri de Damasc i el 7 de març, 13 presos polítics comencen una vaga de fam.

### Revolta de Dera (març 2011)

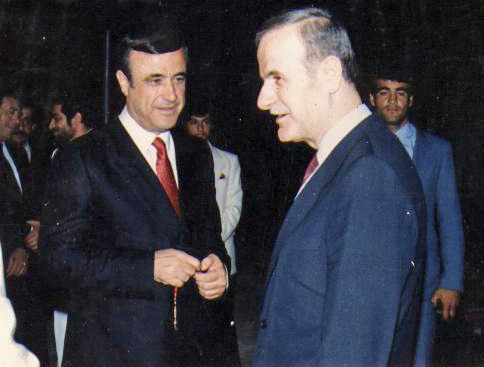
L'antic president Hafez al-Àssad (a la dreta) i el seu germà Rifaat al-Àssad, que va supervisar personalment la Massacre de Hama.

Es llançà una nova crida a Facebook, on s'incitava els sirians a la revolta, a partir del 15 de març, a totes les ciutats de Síria, i a Dera van començar manifestacions diàries, i diversos edificis simbòlics del poder (seus del Partit Baas, tribunals) foren incendiats. El mateix dia va tenir lloc una manifestació a Damasc amb algunes desenes de persones reunides a Al Hamidia que cridaven eslògans com: «Déu, Síria, la llibertat i és tot!»; la multitud va ser ràpidament dispersada per les forces de l'ordre. Segons els organitzadors, també van tenir lloc manifestacions a Dayr al-Zor, Alep i al-Hasakah. Amnistia Internacional condemnà la repressió dels manifestants pacífics i afirmà que 30 persones foren arrestades, entre ells els activistes dels drets humans Mazen Darwix i Suhair Al-Attassi i el filòsof Tayyeb Tizini.
Els autors de la crida organitzen el 18 de març un «divendres de la dignitat», amb manifestacions de diversos milers de persones a Alep, Damasc, Homs, Balanea. i sobretot Dera. Les manifestacions surten de les mesquites o dels estadis on aquell dia tenen lloc competicions esportives. Aquestes manifestacions tenen un caràcter tribal i confessional limitat.
El poder reprimeix amb duresa aquestes manifestacions, i provoca centenars de morts i milers de ferits; Human Rights Watch parla de verdadera massacre. Desenes d'opositors, armats o no, són arrestats.
A Dera, les forces de l'ordre van disparar amb munició real sobre els manifestants, i en van matar quatre i va causar centenars de ferits; alguns dels ferits transportats a l'hospital foren detinguts per la policia. El mateix dia es publica a Facebook la formació d'un «consell nacional de transició temporal», virtual, per manifestar l'existència d'una alternativa.
L'endemà a Dera, el funeral dels manifestants morts el dia anterior es transforma en manifestacions en les quals les forces de seguretat dispersen la multitud amb el llançament de gasos lacrimògens, i ocasiona diversos ferits.
La contestació ciutadana s'amplia el diumenge, amb uns 10.000 manifestants als carrers de Dera (segons els organitzadors) que rebutgen la temptativa de mediació d'una delegació governamental. Les forces de l'ordre reprimeixen violentament els contestataris amb el llançament de gasos lacrimògens i foc real, amb el resultat d'un manifestant mort i centenars més de ferits. La manifestació es transforma llavors en aixecament; els manifestants incendien la seu del Partit Baas al poder, el Palau de Justícia així com dues sucursals de dues companyies de telefonia mòbil, una d'elles de Rami Makhluf, cosí de Baixar al-Àssad.
Les manifestacions continuen el 22 de març a Deraa i s'estenen a la ciutat veïna de Djassem. El 23, un miler de persones es manifesten de nou a Dera, on es compten més de cent morts. La revolta s'estén a la ciutat de Nawa amb 2500 manifestants que escandeixen eslògans contra el poder i es dirigeixen cap a la comissaria de la ciutat, i a Jassem.
El 24 març de 2011, cap a l'1h30 de la matinada, una unitat de l'exèrcit pren a l'assalt la mesquita d'Omar a Dera on s'havien parapetat certs manifestants, i en mata almenys sis. Avançat el dia, la policia obre foc en un funeral de manifestants que aplegava 20.000 persones segons ells mateixos. Als pobles veïns es produeixen altres incidents entre opositors i forces de l'ordre. En total, 15 persones perden la vida al llarg de la jornada. Malgrat aquesta violenta repressió, el govern anuncia mesures el vespre del 24 de març, que inclouen augments importants de salaris en l'administració (d'un 20 a un 30%), l'alliberament dels manifestants detinguts durant els aldarulls i una potencial abrogació de la llei sobre l'estat d'urgència (en vigor des de 1963). De més, la consellera del president jutja les reivindicacions dels manifestants «legítimes». A partir del 25 de març, malgrat la repressió i diverses concessions del govern, el moviment s'estén a totes les principals ciutats del país.

### Extensió a tot el país (març i abril de 2011)

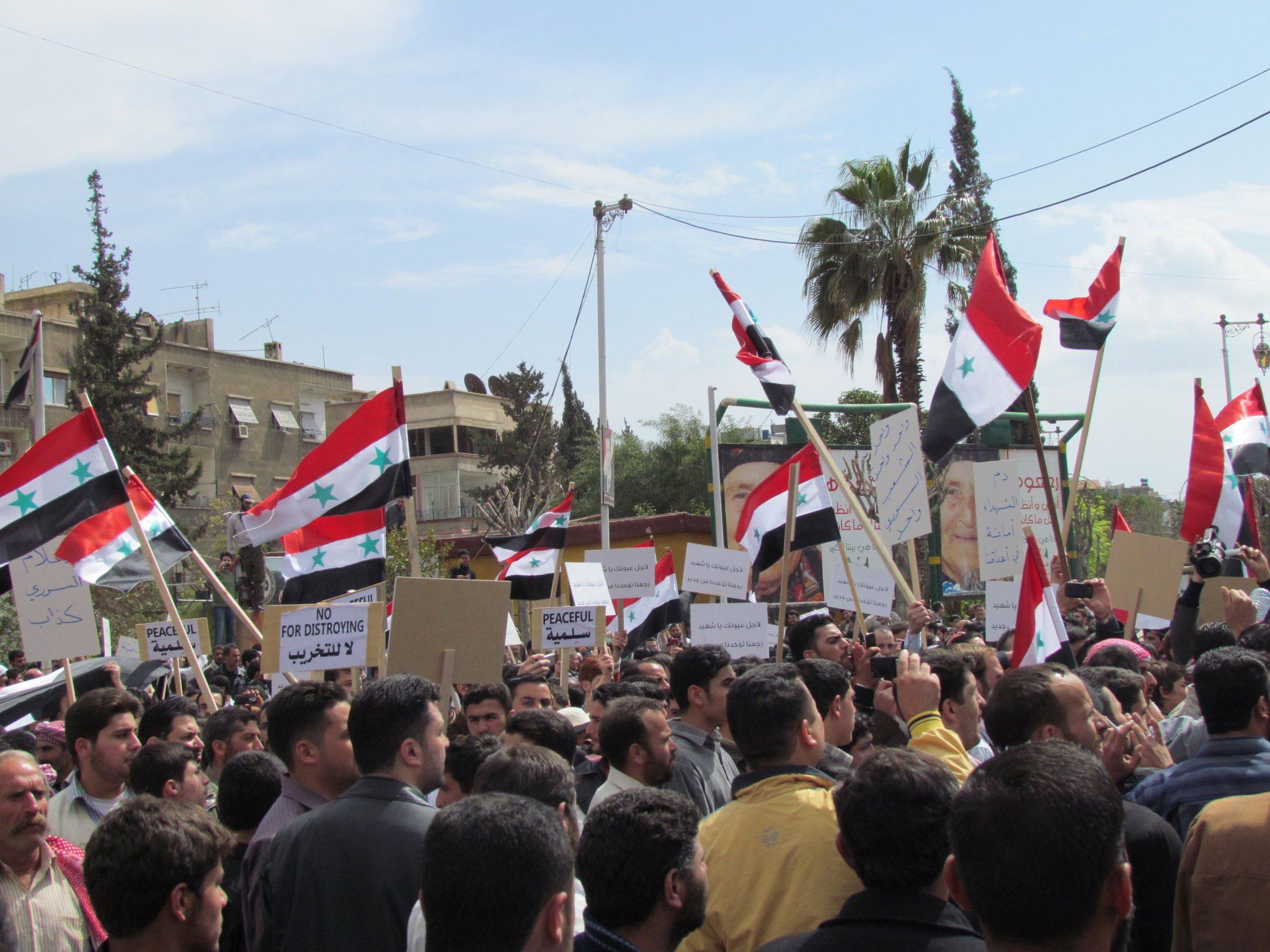
Manifestació de l'oposició a Duma, el 8 d'abril de 2011. Els manifestants van utilitzar en principi les banderes nacionals abans de tornar a l'antiga bandera de la República Àrab Siriana.

Del 25 al 27 de març del 2011, el moviment s'estén a diverses grans ciutats del país. Després de les concessions anunciades pel govern, i l'alliberament de més de 200 presoners polítics, les manifestacions es reforcen a Dera on s'enderroca una estàtua de Hafez al-Àssad. La protesta s'estén a dues ciutats properes de Dera, Tafas i Sanamein i a la capital Damasc. Esclaten també disturbis Hama, que havia estat víctima d'una violenta repressió el 1982 (Massacre de Hama). Les seus del Partit Baas de diverses ciutats són incendiades.
El 26 de març del 2011, Latakia comença a participar en el moviment de protesta on la repressió fa almenys deu morts. L'endemà, l'exèrcit és enviat a la ciutat. Aquest mateix dia, el govern anuncia que abrogarà la llei sobre l'estat d'urgència, després d'haver evocat aquesta possibilitat tres dies abans, i que el president Baixar al-Àssad hauria d'adreçar-se properament a la nació. Dos-cents vuitanta presoners polítics són alliberats.
Al 5 d'abril de 2011, segons un recompte de la Federació internacional de les lligues dels drets humans, un total de 123 persones perderen la vida entre el 18 de març i l'1 d'abril a Síria. El 8 d'abril, es compten 26 nous morts a Dera.
El 13 d'abril 500 persones es manifesten a Alep. Es designa un nou govern el 14, però sense calmar l'oposició, que aplega 10.000 persones a Latakia el 17. El 18 d'abril 20.000 persones fan una seguda a Homs., vuit són mortes. El 20 d'abril, tenen lloc altres manifestacions a Alep i Homs, i el 21, s'aixeca l'estat d'emergència i s'aboleix el Tribunal de Seguretat de l'Estat, un tribunal d'excepció. Tanmateix, s'adopta posteriorment una nova llei que, segons els opositors, és tan restrictiva com la precedent. El 22 d'abril, després de la mort de 25 noves persones a Dera i Damasc, dos diputats i el muftí de Deraa dimiteixen.
És en aquest període que la dissidència, totalment desorganitzada, constitueix un «comitè de coordinació per al canvi democràtic a Síria,».

### Setges de les ciutats opositores

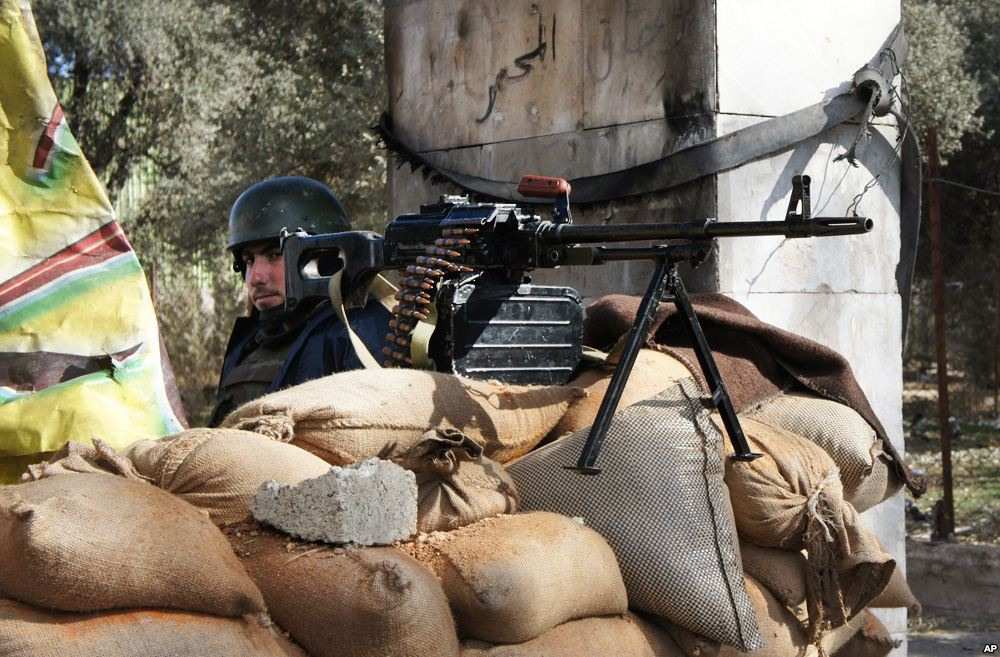
Post de control de la circulació de l'exèrcit sirià, afores de Damasc, 14 gener de 2012.

#### Setge de Dera (25 al 30/4/2011)
El 25 d'abril, la 4a i 5a divisions mecanitzades, comandades respectivament per Maher al-Àssad i Muhàmmad Saleh Al-Rifai, i el 132è batalló, ataquen la ciutat rebel de Dera, amb amotinaments individuals, fins i tot d'unitats senceres, que ocasionarien una detenció de la progressió de l'exèrcit a la ciutat. Per fer encara més difícil la defensa de la ciutat, l'aigua, l'electricitat i les comunicacions telefòniques foren tallades. L'amplitud de la repressió provoca la dimissió de més de 230 membres del partit al poder. De la mateixa manera, les comunicacions per telèfon satèl·lit foren tallades.
El divendres 29 d'abril, les forces de seguretat obren foc sobre milers de persones que marxen a Dera, i es produeixen manifestacions a tot el país. Almenys 48 civils moren durant les manifestacions. Les forces sirianes arresten dues personalitats de l'oposició, Hassan Abdel Azim i Omar Katxatx.

#### Setge de Homs (maig i juny de 2011)

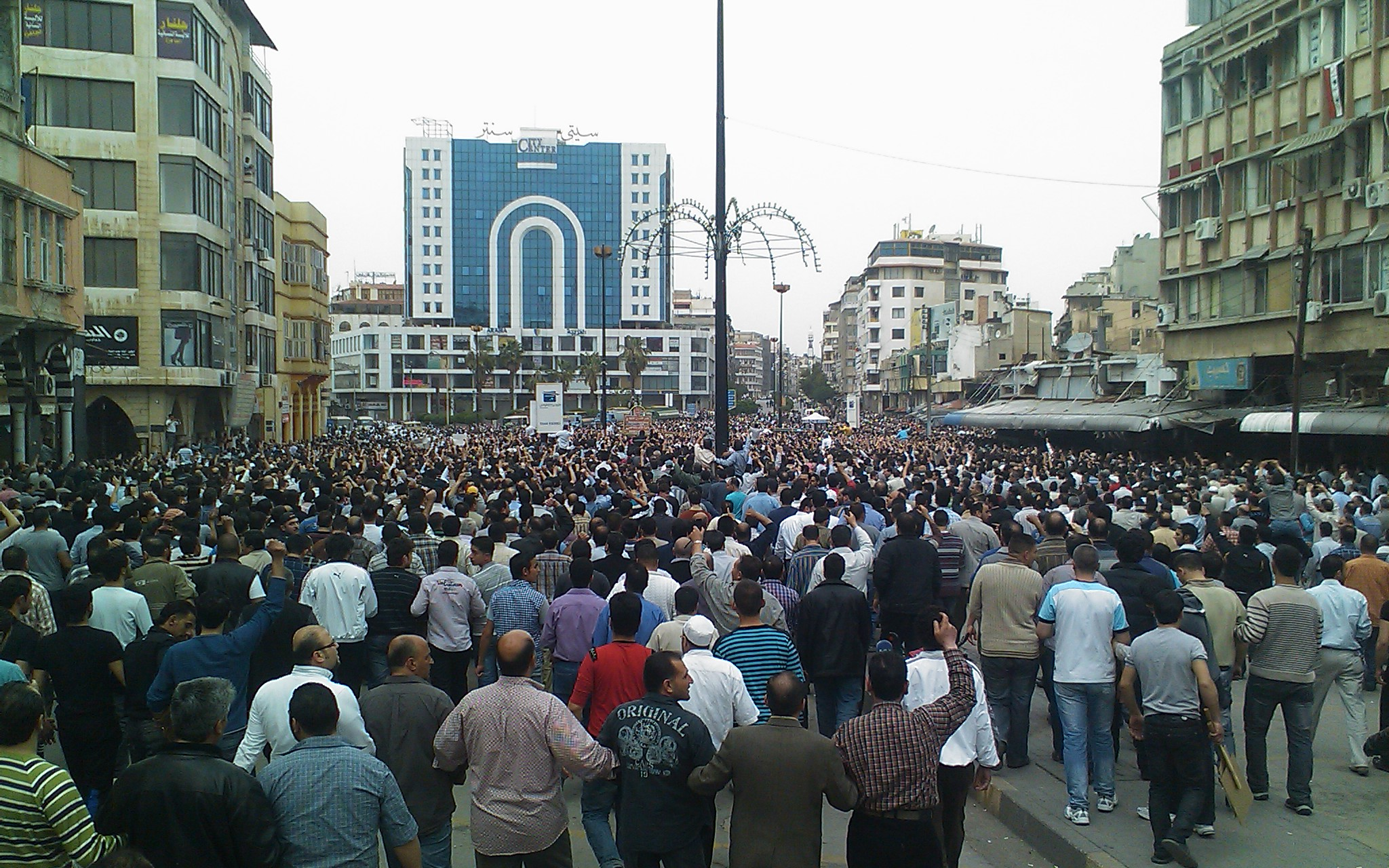
Manifestació de l'oposició a Homs el 18 d'abril de 2011.

L'1 de maig del 2011, tenen lloc noves manifestacions a Dera, Qamixli, Douma i Latakia. El vespre del 4 de maig de 2011, 161 vehicles blindats comencen el setge de dues ciutats del centre del país, Al-Rastan i Talbisseh. A Alep i Damasc, tenen lloc segudes a les universitats. El 5 de maig de 2011, l'exèrcit es retira de Dera. El 6 de maig, com cada divendres, tenen lloc manifestacions una mica per tot arreu de Síria, per demanar la fi del règim de Baixar al-Àssad. Com cada divendres, les forces de l'ordre obren foc sobre els contestataris. Segons els militants dels drets humans, hi hauria hagut així almenys 26 morts, la majoria a Homs, en el centre del país. Riad Seif, un dels líders de l'oposició, és detingut, i és alliberat 10 dies més tard sota fiança.

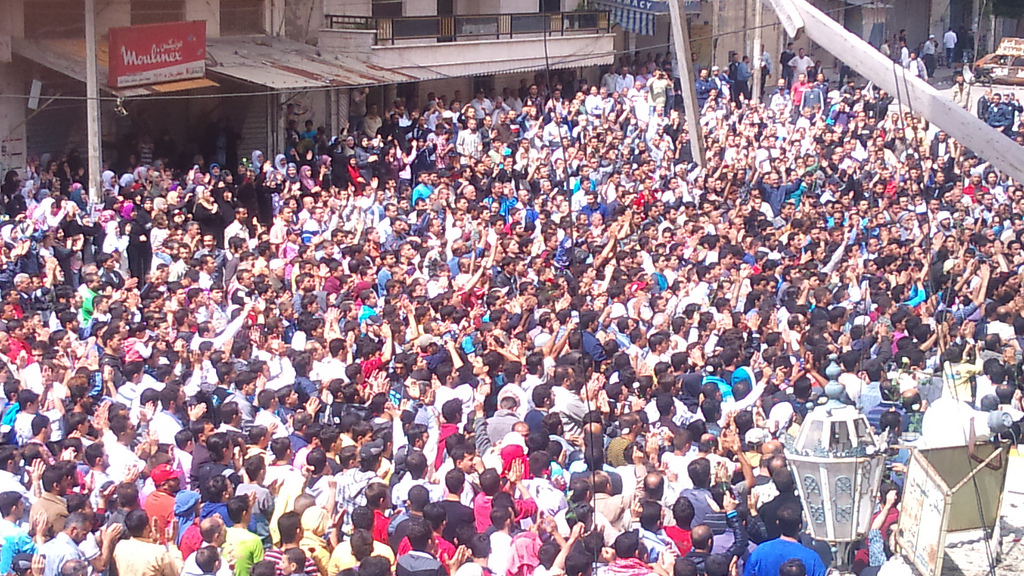
Manifestació de l'oposició a Balanea, el 6 de maig del 2011.

El 7 de maig de 2011 sis manifestants moren prop de Balanea, però el 9 de maig les manifestacions continuen, i es multipliquen els trets. Les comunicacions telefòniques són tallades. Segons Human Rights Watch, els balanços de morts, ferits i detencions són incomprovables. L'ONG Insan assenyalava un balanç de 632 morts i 8.000 detencions entre el 15 de març i el 6 de maig, però indicava que les identitats de 5000 persones detingudes encara no havien pogut ser verificades. L'11 de maig, 21 persones perden la vida, entre elles dos soldats, un nen i una infermera.

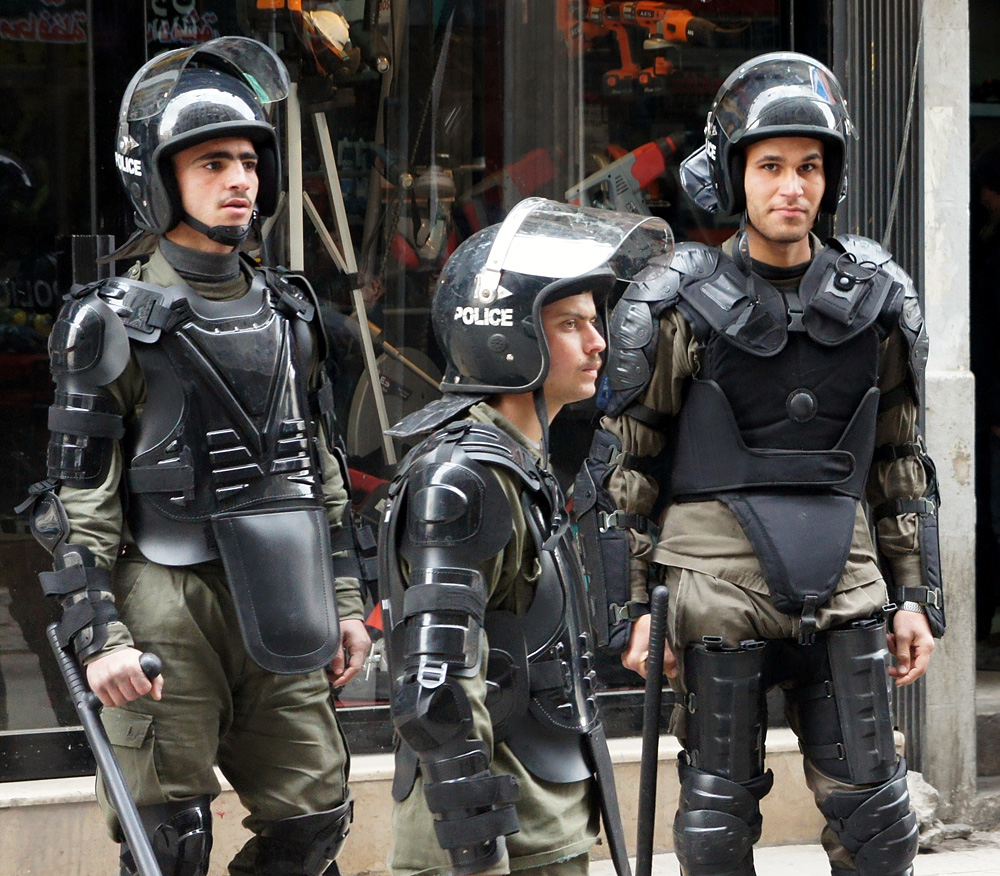
Policia antiavalots a Damasc, 16 gener de 2012.

El 13 de maig de 2011, com tots els divendres, es desenvolupen manifestacions pacífiques a tot el país, sobretot a Dera, Homs, Hama, Abu Kamal, Latakia, Qamixli, Amuda i Alep. Almenys dos manifestants són abatuts a Homs. El 20 de maig, milers de persones es manifesten. Responen a la crida de l'oposició per la llibertat i la unitat nacional. Damasc i Alep, fins llavors poc afectades per les concentracions, aquest cop se sumen. Les forces de seguretat van obrir foc a nombrosos indrets, sobretot a Homs, Sanamein o Maaret al Numan i van causar almenys 44 morts.
El 12 de juny de 2011, l'exèrcit sirià penetra a Jisr al Xughur per «desallotjar els grups armats» després d'haver-hi entrat i haver obert foc amb ràfegues de metralleta a l'atzar sobre els habitants des d'helicòpters. El 21 de juny de 2011, la coordinació nacional dels comitès locals de joves revolucionaris publica el seu programa polític, Visió dels comitès locals de coordinació per al futur polític de Síria, que formula el futur de Síria en forma de democràcia parlamentària. Aquesta reunió és seguida el 27 de juny d'una reunió entre intel·lectuals de l'oposició en un hotel a Damasc, mentre que 400 estudiants d'Alep són jutjats per sabotatge i insult al president.

#### Setge de Hama (juliol a setembre de 2011)
El 15 de juliol de 2011, centenars de milers de sirians es manifestaren com cada divendres, sobretot a les ciutats de Deir Ezzor (350.000 persones), Hama (150.000) i Damasc (7.000), per demanar l'alliberament dels presoners i la caiguda del règim; diversos civils foren abatuts a Damasc i a Idleb, al nord-oest del país, per les forces de seguretat. El 17 de juliol, els enfrontaments entre partidaris del règim i opositors a Homs (centre) havien fet almenys 30 morts en el transcurs de les 24 hores precedents. El 19 de juliol, tretze civils foren morts a trets per l'exèrcit sirià a Homs. El 31 de juliol, 140 persones són abatudes per l'exèrcit.
La repressió va increntar-se després de la declaració, a començaments d'agost, del Consell de seguretat de les Nacions Unides. Fundat el 15 de setembre i presentat els dies 1 i 2 octubre del 2011 a Istanbul, a Turquia, el Consell nacional sirià (CNS) té per objectiu coordinar els opositors i dur a terme operacions contra el règim de Baixar al-Àssad. El seu equivalent libi, el CNT, és el primer en reconèixer-lo com a únic representant del poble sirià. França li dona el seu suport el 10 d'octubre.

### Multiplicació dels combats i de les massacres
Després una relativa calma, les protestes es reprenen el divendres 14 octubre de 2011, incloent manifestacions de suport als soldats que s'han unit a la protesta, en les quals dotze persones són abatudes per les forces de l'ordre lleials al règim.
El periodista i càmera francès Gilles Jacquier és abatut per un obús de morter a Homs, l'11 de gener del 2012 durant un rodatge autoritzat per les autoritats sirianes, destinat al telenotícies Envoyé spécial. Diverses fonts anònimes consultades pel diari Le Figaro atribueixen la responsabilitat dels trets a l'Exèrcit Sirià Lliure, que desmenteix aquestes afirmacions. El periodista Sid Ahmed Hammouche, que formava part de la mateixa comitiva de premsa, evoca la possibilitat d'un crim d'estat. Jacquier és el primer periodista occidental mort durant la revolta siriana. Els combats es reprenen el dimecres 25 gener de 2012, segons l'oposició, l'exèrcit sirià va llançar una vasta ofensiva contra Hama, en el centre del país; un cristià fou mort i els recomptes parlaren de nombrosos ferits.

### Ofensiva de febrer-març 2012 a Homs

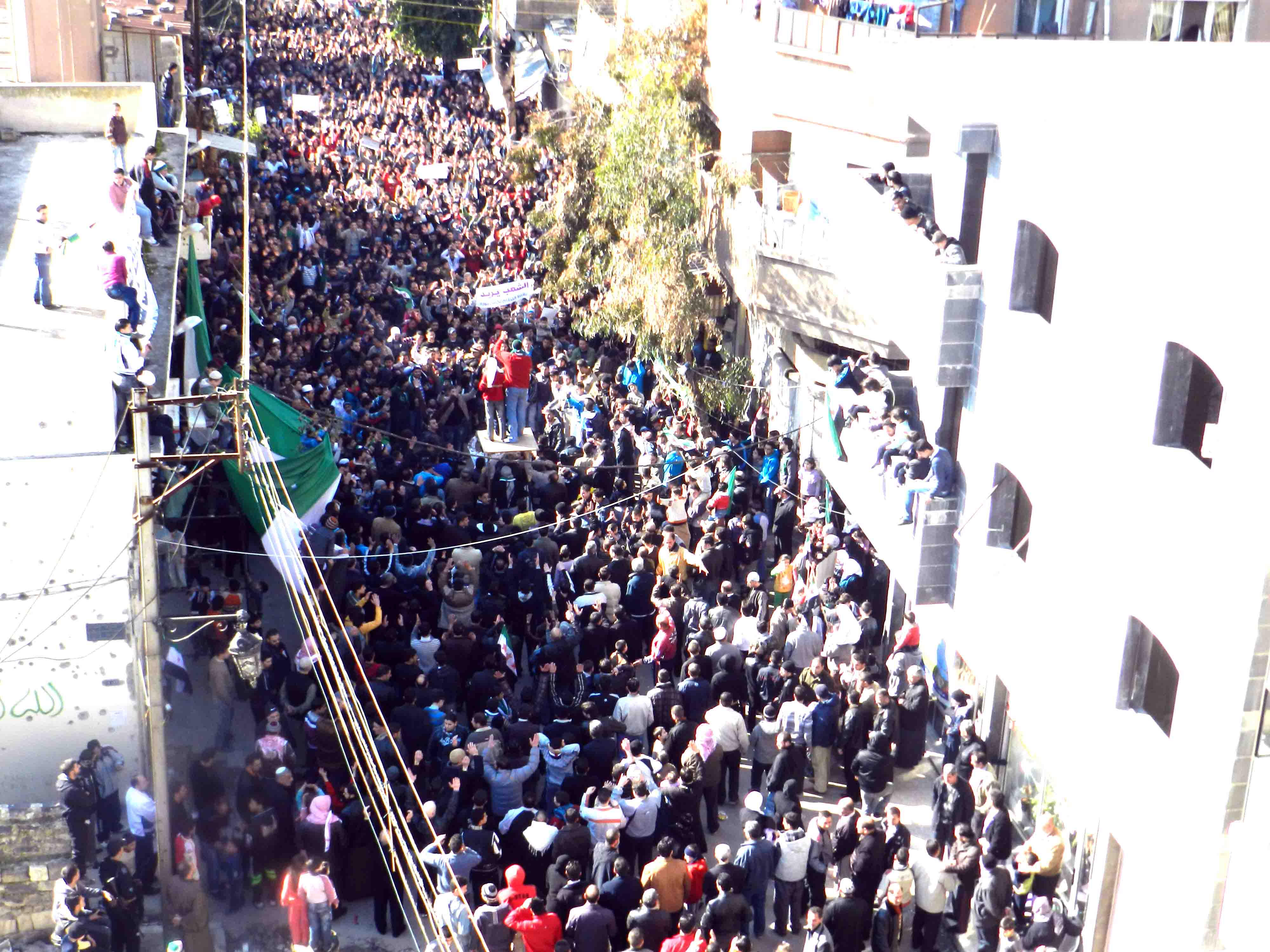
Manifestació de l'oposició a Homs, el 3 de febrer de 2012

El divendres 3 febrer de 2012 és la jornada més mortífera des del començament de la revolta; es produeixen massacres a Homs on l'exèrcit dispara amb carros de combat i amb foc de morter sobre les poblacions civils. L'OSDH, una associació britànica, de neutralitat i fiabilitat discutides per periodistes, investigadors i diplomàtics per les raons següents: compta 260 morts, entre elles nombroses dones i nens però també manifestants que denunciaven la Massacre de Hama esdevinguda 30 anys abans. L'ONG Human Rights Watch denuncia casos de tortures sobre nens per l'exèrcit. mentre que l'ONU es troba sempre paralitzada pel veto de Rússia i de la Xina que donen suport al règim sirià.
El dijous 9 febrer de 2012, més de seixanta civils moren per les forces del règim, la majoria a la ciutat de Homs, 57 civils perden la vida en violents bombardejos sobre Homs, entre elles 35 al barri de Baba Amr, i onze (…;) quan l'exèrcit entra a les seves cases al barri d'Inxaat. El 10 de febrer, després del veto rus i xinès a una resolució del Consell de Seguretat de l'Organització de les Nacions Unides contra el règim de Baixar al-Àssad, l'oposició siriana bateja la seva jornada de mobilització al Líban «divendres de la Rússia que mata els nostres nens». El dimarts 14 febrer de 2012, es descobreix segons l'Observatori sirià dels drets humans, organisme la neutralitat i la fiabilitat del qual són discutides, que l'exèrcit llança dos coets per minut sobre Homs al barri ferit de Baba Amr. Tanmateix, aquest organisme és qualificat, segons els seus opositors, que diuen estar propers a les zones de combat, de fraudulent o de misteriós El dimecres 15 febrer, a Homs, un oleoducte que alimenta una refineria situada a la perifèria del barri de Baba Amr, és destruït després d'haver estat bombardejat per dos avions militars, Damasc afirma que es tracta d'un acte de sabotatge perpetrat per «grups terroristes». La ciutat de Hama és presa a l'assalt per les forces del règim i diversos barris de la ciutat són bombardejats.
El 22 de febrer, Rémi Ochlik un fotoperiodista francès de l'agència IP3 Press, que havia entrat clandestinament a Baba Amr, és assassinat junt amb la periodista estatunidenca Marie Colvin, 56 anys, del Sunday Times en el bombardeig d'una casa del barri transformada en centre de premsa on ambdós es trobaven. Els periodistes Édith Bover de Le Figaro i Radio France internationale i Paul Conroy, fotoperiodista independent, foren ferits en el transcurs del mateix atac. Amb William Daniels, fotògraf per a Le Figaro Magazine i Time, i Javier Espinosa d'El Mundo foren bloquejats a Homs. Després de sis dies de difícils negociacions conduïdes pel CICR i la Mitja Lluna siriana, i en una gran confusió quant a la sort d'Édith Bover, només Paul Conroy va poder ser evacuat cap al Líban el 28 de febrer de 2012 La corresponsal espanyola al Líban, Mónica García Prieto, afirmà que Édith Bover així com els periodistes Javier Espinosa i William Daniels es trobaven a Homs, al barri assetjat de Baba Amr i que corrien «seriós perill». Edith Bouvier i William Daniels pogueren fugir de Síria cap al Líban i després foren evacuats a França el 2 de març. Nicolas Sarkozy, que els va acollir, va afirmar que Damasc hauria de retre comptes dels seus crims davant les jurisdiccions penals internacionals. El 28 de febrer de 2012 el balanç de la repressió a Síria fou avaluat de nou a més de 7.500 morts civils.
L'1 de març del 2012, després d'haver conquerit el barri rebel de Baba Amr, a Homs, el poder sirià continua la seva ofensiva contra els insurgents. Altres ciutats de Síria com Dera i Al-Rastan són ara el blanc dels bombardejos de l'exèrcit; nombrosos refugiats fugen cap al Líban. El 4 de març, fonts de l'ESL a Dera afirmen que els carros de combat de les forces del règim disparen obusos antiaeris als barris residencials i que tiradors d'elit de l'exèrcit sirià obren foc sobre tot el que es mou. El barri de Baba Amr que pateix una greu crisi humanitària es troba aïllat i sense socors, malgrat una comitiva de set camions carregats amb ajuda d'urgència del Comitè Internacional de la Creu Roja (CICR) que espera des de fa més de tres dies l'autorització del règim per aportar la seva ajuda. Israel va proposar al CICR enviar una ajuda humanitària a la població, i va declarar que no volia quedar-se sense reaccionar quan es cometien atrocitats en un país veí. El 10 de març de 2012, mentre Kofi Annan es reuneix amb Baixar al-Àssad per intentar obtenir un alto el foc, les forces governamentals sirianes assetgen i bombardegen la ciutat amb Idleb, un dels bastions de la rebel·lió. Durant aquesta única jornada més de 62 persones van perdre al vida a Síria. Pel seu costat, Qatar va considerar que un alto el foc era insuficient i va denunciar un genocidi organitzat pel règim de Baixar al-Àssad. «Hi ha un genocidi sistemàtic de part del govern sirià mentre parlem en aquest moment d'alto el foc», va declarar el ministre qatarià dels afers exteriors Xeikh Hamad ben Jassem al Thani en una reunió dels ministres d'afers exteriors de la Lliga àrab amb el ministre rus dels afers exteriors Serguei Lavrov. El poder sirià paral·lelament va cridar a consultes els seus ambaixadors dels 27 països de la Unió Europea per tal d'anticipar-se a les seves expulsions en represàlia contra la repressió brutal de l'exèrcit sirià. El 12 març del 2012, Kofi Annan, se'n va de Síria sense aconseguir una solució a la crisi o obtenir concessions d'Àssad.
El ministre sirià d'informació Adnan Mahmud acusà «grups terroristes» d'haver perpetrat la massacre per tal de suscitar reaccions internacionals contra Síria i acusà l'Aràbia Saudita i Qatar de ser «còmplices» d'aquests «grups». El 14 de març de 2012, la ciutat d'Idleb cau a les mans de les forces d'Assad que la pren a l'assalt, segons l'Observatori sirià dels drets humans, organisme la neutralitat i la fiabilitat del qual són discutides, 15 civils haurien estat morts, i 150 més detinguts. L'ONG siriana afirma que «23 cossos amb signes evidents de tortura d'una extrema violència foren trobats prop de Mazraat Wadi Khaled, a l'oest d'Idleb». El 17 de març, un atemptat terrorista ataca el barri cristià de Damasc. Dos cotxes bomba esclaten el matí a les 7:30, una contra la direcció de la policia criminal i l'altre contra el centre d'informacions de l'aviació. Es compten no menys de 30 morts, alguns calcinats, i un centenar de ferits. L'ona expansiva trenca els vidres de tots els edificis del voltant. La televisió oficial siriana denuncia Qatar i l'Aràbia Saudita com a responsables d'aquest atemptat. El 18 de març, dues persones són mortes en un altre atemptat contra Alep. El 19, es produeixen combats entre desertors i les forces governamentals a Damasc no lluny del palau presidencial al barri de Mazzé, on es troben també les oficines d'informació i altres edificis governamentals, així com a dos altres barris de la ciutat, segons l'OSDH. El balanç seria de sis morts segons l'OSDH i de quatre morts segons les autoritats. El 23 de març, l'exèrcit del règim continua castigant en un «diluvi de foc» la ciutat d'Homs que continua estant aïllada del món. Un habitant va declarar durant una entrevista via telèfon satèl·lit a Jérôme Bastion de RFI: «La situació és ben pitjor que abans. Els bombardejos avui són d'una intensitat increïble, el projectils cauen per tot arreu. Utilitzen tota mena d'artilleria, la major part del temps carros de combat model T-72, però tot sovint també fan servir coets».

### Massacres de Houla, Al-Koubeir i Treimsa

#### Massacre de Houla (26/5/2012)
El 26 de maig, una massacre perpetrada a Houla, localitat prop de Homs, fa 108 víctimes, entre els quals 49 nens.
Aquesta massacre suscita una condemna unànime del règim de Damasc pel consell de seguretat,
Segons el Frankfurter Allgemeine Zeitung és, per contra, l'Exèrcit Sirià Lliure el responsable de la massacre. L'autor torna llavors sobre el seu article, recordant que altres diaris havien referit testimoniatges similars, i que la veritat és la primera víctima de la guerra.

#### Massacre d'Al-Qubeir (6/6/2012)
El 6 de juny de 2012 fou perpetrada una matança en massa a Al-Qubeir, una localitat situada a la regió de Hama, a Síria. Segons l'Observatori sirià dels drets humans (OSDH), organisme la neutralitat i la fiabilitat del qual són discutides, almenys 55 persones perderen la vida, entre les quals 18 dones i nens. El Consell nacional sirià, principal coalició de l'oposició, que dona una xifra 80 morts, va acusar «el règim criminal d'Àssad». El govern sirià va desmentir que tal massacre hagués tingut lloc. El general Robert Mood, cap de la missió d'observació de l ONU desplaçada a Síria, va anunciar el 7 de juny de 2012, que els observadors de l'ONU desplegats a Síria se'ls va impedir d'anar a certs llocs per part, entre d'altres, de controls militars de l'exèrcit sirià. Aquesta nova massacre fou severament condemnada per l'ONU i la comunitat internacional.

#### Massacre de Treimsa (12/7/2012)
Segons l'Observatori sirià dels drets humans, organisme la neutralitat i la fiabilitat del qual són discutides, 150 persones haurien estat massacrades a Treimsa el dilluns 12 juliol 2012. Segons un militant «Una trentena de vehicles de l'exèrcit han voltat totalment el poble. No hi havia cap possibilitat de sortir. Qui intentava fugir a través de camps era abatut.» davant l'AFP. Sempre segons el mateix militant, «després del bombardeig, l'exèrcit ha entrat [en Treimsa] amb armes lleugeres i els xabbihas [milicians pro-règim] els seguien amb ganivets.» Durant aquest temps, el règim nega tota responsabilitat i fa recaure la responsabilitat a dels « grups terroristes» així com als « mitjans de comunicació assedegats de sang», segons l'agència oficial Sana. Aquesta massacre es produí a continuació de la de Houla, el maig, on van morir un centenar de persones.

#### Exaccions envers els nens (març 2012)
El 12 de juny, l ONU denuncia el govern sirià com «un dels pitjors en la seva llista anual «de la vergonya» on figuren els protagonistes dels països en conflicte on els nens són morts, torturats i forçats a combatre.» En la seva relació sobre els nens en els conflictes armats feta públic el mateix dia, les Nacions Unides afirmen que «els soldats sirians han torturat i executat de manera sumària nens, i s'haurien servit d'alguns d'ells, que amb prou feines tenien vuit anys, com a «escuts humans» en el transcurs de les seves operacions contra els rebels». La relació cita, en suport d'això, les circumstàncies d'una operació duta a terme el 9 de març per les forces de seguretat sirianes, exèrcit, serveis d'informació i Milícia Xabiha, contra el poble d'Ayn l'Aruz a la regió d'Idlib on «han estat furtats desenes de nois de vuit a tretze anys abans d'atacar el poble. Aquests nens foren llavors utilitzats per soldats i milicians com a escuts humans, col·locats davant els vidres dels autocars que transporten els militars per penetrar al poble en el moment de l'assalt. Entre els 11 morts del primer dia de combats han figurat tres nois de 15 a 17 anys. Trenta-quatre altres persones, entre els quals dos nois de 14 i 16 anys i una nena de nou anys, han estat capturats. Radhika Coomaraswamy representant especial de l'ONU per als nens en els conflictes armats, ja havia fustigat les forces governamentals sirianes abans de la publicació d'aquesta relació en declarar: Rarament he vist tantes brutalitats contra els nens com a Síria, on les noies i els nois són empresonats, torturats, són executats i són utilitzats com a escuts humans.

### Temptativa d'alto el foc i missió d'observació de l'ONU (abril a juliol de 2012)
El 12 d'abril de 2012, s'acorda un alto el foc entre les forces del règim i l'oposició armada, per la intermediació de Kofi Annan, delegat de l'ONU. És violat el mateix dia per l'exèrcit sirià i fins i tot pels seus opositors, i mai no serà respectat. L'acord preveu també l'alliberament de tots els presoners polítics, la llibertat de premsa i manifestació. Preveu també la implantació d'una missió d'observació de l'ONU de 300 membres.
El 20 de maig i els dies posteriors, un seguit de remors persistents, transmeses per l'oposició assenyalen que la Cèl·lula central de gestió de les crisis del govern hauria estat delmada per un enverinament. Aquesta cèl·lula aplega diversos generals, entre els quals el ministre de l'Interior Mohammed Al Xaar, el director d'intel·ligència militar Abdel-Fattah Qudsiyeh, el director d'intel·ligència de l'Exèrcit de l'Aire Jamil Hasan, el director de la Seguretat política Mohammed Dib Zitun, el director general d'intel·ligència Ali Mamluk, així com el germà segon de Baixar al-Àssad Maher al-Àssad, cap de la 4a divisió mecanitzada i home fort de l'aparell militar, i el seu cunyat Assef Xaukat, antic director d'intel·ligència militar i Vice-ministre de Defensa des de l'estiu del 2011. Aquestes remors no seran tanmateix gaire confirmades per la majoria dels mitjans de comunicació i són desmentides pel govern sirià.
El 26 de maig, la Massacre de Houla, localitat prop de Homs, fa 108 víctimes, entre les quals 49 nens. Aquesta massacre suscita una condemna unànime del règim de Damasc pel consell de seguretat, fins i tot per part dels seus tradicionals aliats, Rússia i la Xina.
El 5 de juny, el viceministre d'afers exteriors rus Guennadi Gatilov afirma no haver dit mai o posat com a condició que Àssad s'havia de quedar necessàriament al poder al final del procés polític el que constitueix un primer signe de canvi de posició de Rússia.
El 6 de juny, Baixar Al-Àssad designa un nou primer ministre, Riad Hijab, antic ministre d'agricultura, mentre que l'oposició siriana denuncia una nova massacre de 78 persones, al poble de Mazraat Al-Qubir situat prop de Hama. L'endemà, als observadors de l'ONU arribats a comprovar-hi la situació se'ls impedeix d'entrar al poble per part de l'exèrcit sirià, abans de ser pres amb foc d'armes pesants, bales perforants i drons. El 8 de juny, el Secretari General de les Nacions Unides Ban Ki-moon evoca el perill d'una guerra civil imminent i real a Síria.
A nivell diplomàtic, Rússia persisteix a bloquejar fins al juliol de 2012 tota condemna o intervenció internacional de les Nacions Unides a Síria.

### Atemptat del 18 de juliol de 2012
Al començament de juliol de 2012, els combats es propaguen i s'intensifiquen al cor de la capital Damasc.
El 18 de juliol de 2012, quan l'ONU es preparava per deliberar sobre una nova resolució en relació amb la reconducció de la missió d'observació i quan l'alto el foc sembla condemnat, un atemptat amb bomba mata tres dels més alts responsables de l'aparell de seguretat als edificis extremadament protegits de la seu de la seguretat nacional, al barri damascè de Rawda.
Les 5 víctimes verificades a mitjan agost són 5 generals :
- el cristià Dawoud Rajiha (Dawud Al Rajiha), ministre de la defensa
- el seu vice-ministre de la defensa Assef Xaukat (Asef Xawkat) que era d'altra banda el cunyat del president Assad
- Hassan Turkmani, cap de la cèl·lula de crisi per a la revolta[120]
- el cap dels serveis d'espionatge, director de l'Oficina de la Seguretat Nacional Hiixam Al Ikhtiyar, que sucumbeix a les seves ferides 2 dies després de l'atemptat.
- el seu adjunt el general Amin Xarabeh.

Segons la televisió oficial siriana, el ministre de l'interior Mohamed Al-Xaar fou igualment ferit. Insistents remors -no confirmades- informaren d'altra banda sobre molt importants ferides de Maher Al Àssad, germà segon del president Baixar i últim fill de l'antic president Hafez al-Àssad, a més de cap de la guàrdia republicana.
Com a reacció a això, es produí una intensificació dels combats els dies següents; el règim utilitzà tancs, però també helicòpters de combat per bombardejar les ciutats i pobles insurrectes, sobretot les dues principals ciutats del país, Damasc i Alep. S'assenyala una afluència considerable de refugiats (més de 18.000 en els dos dies següents).

### Batalles de Damasc i Alep (estiu 2012)
De resultes de les ofensives llançades pels insurgents a les dues principals ciutats del país, el règim llança en principi una contra-ofensiva el juliol a la capital, que comporta la reducció dels rebels a final de juliol, abans de retornar, a començament d'agost, amb les seves forces contra Alep, el 50% de la qual es troba en mans dels insurgents. L'agost, l'ONU qualifica jurídicament el conflicte sirià de guerra civil, el que amplia les qualificacions de crims contra la població susceptibles de ser retrets als dirigents principals del règim que els ordenen.
Aquesta contra-ofensiva prossegueix a mitjan agost, quan l'Exèrcit Sirià Lliure comet un nou atemptat en el centre de Damasc sobre un aparcament de l'estat major de l'exèrcit, amb el resultat de cinc ferits.
A partir del 15 d'agost, l'exèrcit llança una vasta contra-ofensiva als afores de Damasc, que progressa ciutat per ciutat, després sobre Alep i sobre diferents ciutats del país.
A final d'agost del 2012, l'Exèrcit Sirià Lliure pretén haver abatut un helicòpter militar de l'exèrcit sirià sobre la capital Damasc. Indica que l'aeronau rebé un impacte procedent de terra, al nord-est del districte de Jobar, i que s'ha estavellat als voltants de Qabun. La televisió estatal confirma que un helicòpter s'ha estavellat en aquesta ciutat.
El mateix dia, després d'intensos bombardeigs, es fa pública una massacre a Darayya, a 7 km de Damasc. Es troben centenars de cossos apilats d'adults i nens, alguns dels quals amb signes d'haver estat morts amb trets a boca de canó.

### Atemptat del 26 de setembre de 2012
El 26 de setembre de 2012, un doble atemptat afecta la seu de l'estat major sirià a Damasc: es tracta de l'explosió d'un cotxe bomba conduït per un kamikaze i de bombes situades al tercer pis de l'edifici gràcies a la complicitat de militars. 4 guàrdies són ferits i 14 civils i militars són ferits. Se segueixen intensos combats entre l'exèrcit sirià i els rebels, així com l'assassinat d'un periodista sirià que treballava per a la cadena iraniana Press TV en el moment en què cobria aquests atacs; el cap libanès del despatx de la cadena a Damasc és igualment ferit per bales. L'atemptat és reivindicat per un grup gihadista però tres altres brigades de l'Exèrcit Sirià Lliure van participar igualment en l'operació.

### Ofensives rebels (octubre i desembre de 2012)
El 3 d'octubre de 2012 es va produir un enfrontament armat en la frontera entre Síria i Turquia quan un projectil de morter disparat des de Síria va atènyer un barri residencial de la ciutat fronterera turca d'Akçakale Cinc ciutadans turcs van ser assassinats, i els militars turcs van respondre amb atacs d'artilleria contra objectius dins de Síria. Aquesta ha estat l'escalada de tensió transfronterera més greu fins ara.
El 9 d'octubre, les forces rebels van prendre el control de Maarrat al-Nu'man, una ciutat estratègica a la província d'Idlib, en la carretera que uneix Damasc amb Alep. El 18 d'octubre, l'ESL havia capturat la majoria de Douma, el major suburbi de Damasc, tot i que continuaven els combats a la zona.
El 22 d'octubre, un soldat jordà va morir en un tiroteig entre tropes jordanes i els militants islàmics que intentaven travessar la frontera amb Síria. Sameeh Maaytah, el ministre d'Informació de Jordània, va dir que el soldat va ser el primer membre de les Forces Armades de Jordània a ser mort en enfrontaments relacionats amb la guerra civil a Síria
Lakhdar Brahimi, enviat especial de l'ONU per al conflicte, va aconseguir un alto el foc durant l'Eid al-Adha a final d'octubre, però ben aviat va quedar en paper mullat, atès que tant els rebels com l'exèrcit sirià va reprendre operacions a gran escala.
Després que l'acord d'alto el foc de Brahimi acabés oficialment el 30 d'octubre, l'exèrcit sirià va ampliar la seva campanya de bombardejos aeris a Damasc. Un bombardeig del barri de Damasc de Jobar va ser el primer cas d'un avió de combat utilitzat en l'espai aeri de Damasc per atacar objectius a la ciutat. L'endemà, el general Abdullah Mahmud al-Khalidi, un comandant de la Força Aèria siriana que va ser descrit pels mitjans de comunicació estatals com un dels màxims experts del país en aviació, va ser assassinat per homes armats de l'oposició al districte damascè de Rukn al-Din.
A principis de novembre de 2012, els rebels aconseguiren avenços significatius al nord de Síria. La captura rebel de Saraqib a la província d'Idlib, que es troba a l'estratègica carretera M5, aïllà encara més Alep de les zones controlades pel govern A causa de la insuficiència d'armes antiaèries, les unitats rebels van intentar anul·lar el poder de les forces de l'aire governamentals mitjançant la destrucció dels helicòpters i avions estacionats a les bases aèries. El 3 de novembre, els rebels van llançar un atac contra la base aèria de Taftanaz, una base fonamental pels helicòpters de l'exèrcit sirià i les operacions de bombardeig.
El 18 de novembre, els rebels prengueren el control de la base 46 a la governació d'Alep, una de les bases de l'Exèrcit sirià al nord de Síria, després de setmanes d'intensos combats amb les forces governamentals. El general desertor Mohammed Ahmed al-Faj, que comandava l'assalt, va elogiar la captura de la base 46, com "un dels nostres majors triomfs des de l'inici de la revolució", i va proclamar que gairebé 300 soldats sirians havien mort i 60 havien estat capturats, i que els rebels havien confiscat grans quantitats d'armes pesants, incloent-hi tancs.
El 22 de novembre, els rebels van capturar la base militar de Mayadeen, a la província oriental de Deir ez Zor. Els activistes van dir que això donava als rebels el control d'una gran quantitat de territori a l'est de la base, que s'estén fins a la frontera iraquiana El 29 de novembre, aproximadament a les 10:26 UTC, el servei telefònic i d'Internet de Síria va ser desconnectat per un període de dos dies HI va haver molta especulació sobre si el govern sirià era el responsable de la interrupció del servei; tanmateix, fonts estatals va negar la seva responsabilitat i van culpar de l'apagada les línies de fibra òptica, prop de Damasc cada vegada més exposades i danyades.
A mitjans de desembre de 2012, funcionaris nord-americans van dir que l'exèrcit sirià havia recorregut a l'ús de míssils balístics Scud contra els combatents rebels dins de Síria. Segons s'informa, sis míssils Scud van ser disparats contra la base de Xeikh Suleiman al nord d'Alep, que les forces rebels havien ocupat. No és clar si els Scud van atènyer el blanc previst. El govern va negar aquesta afirmació. Posteriorment, en el mateix mes, va tenir lloc un nou atac, amb Scud prop de Marea, una ciutat en una zona controlada pels rebels al nord d'Alep, prop de la frontera amb Turquia. Sembla que el míssil no va atènyer el seu objectiu. En aquest mateix mes, el rotatiu britànic The Daily Telegraph va informar que l'ESL havia penetrat ja a la costa mediterrània de la província de Latakia a través de Turquia, i que les forces del govern sirià no haurien pogut repel·lir la invasió de l'ESL a hores d'ara
A final de desembre, les forces rebels empenyeren encara més cap a Damasc, i prengueren el control dels adjacents camps de refugiats palestins, amb la qual cosa empenyeren els combatents del pro-governamental Front Popular per a l'Alliberament de Palestina-Comandament General amb l'ajuda d'altres faccions. Les forces rebels llançaren una ofensiva contra posicions de l'exèrcit a la província de Hama, i afirmaren posteriorment que havien forçat els soldats regulars de l'exèrcit a evacuar diverses ciutats i bases, i afirmaren que "tres quartes parts de Hama rural occidental està sota el nostre control." Els rebels també van capturar la ciutat del nord de Harem, prop de la frontera amb Turquia a la província d'Idlib, després de setmanes d'intensos combats

### Ofensives rebels (gener 2013 - abril 2013)
Àssad va pronunciar un discurs a la nació el 6 de gener de 2013, dempeus davant els seus partidaris a la Casa de l'Òpera a
Síria. En el discurs, que "descriu els termes per a una solució política a l'amarg conflicte del país", indica el seu suport a una "conferència de reconciliació internacional" per posar fi al conflicte, la qual cosa porta a un referèndum "nacional i elecció justa ", i afirma que aquest és l'"únic camí "que pot canviar el panorama polític, i només és possible si" [alguns] països occidentals i de la regió "deixen d'armar als grups rebels, que no dubta a qualificar de terroristes. Àssad va dir que Síria escoltarà consells, però no prendrà decisions al "dictat" d'altres països
L'11 de gener, els grups islamistes, incloent-hi al-Jabhat Nusra, va prendre el control total de l'estratègica base aèria de Taftanaz, al nord de la província d'Idlib, després de setmanes d'enfrontaments. La base aèria, una de les més grans al nord de Síria, era d'ús freqüent pels militars per dur a terme atacs d'helicòpters i lliurar subministraments. Els rebels van afirmar haver confiscat helicòpters, tancs i llançacoets múltiples, i altres equips militars, abans de veure's obligats a retirar-se per un contra-atac governamental. El líder de la brigada Al-Nusra va dir que la quantitat d'armes de què es van apoderar era un "tomb radical".
El 17 de gener, es van produir enfrontaments entre els rebels i milicians islamistes kurds prop de la ciutat de Ras al-Ayn. Segons el Consell Nacional Kurd (KNC), els rebels islàmics van travessar la frontera de Turquia i va començar a bombardejar indiscriminadament la ciutat. El KNC va apel·lar a l'Exèrcit Lliure de Síria i la Coalició Nacional de l'oposició per posar fi al setge. Els activistes van dir que temien Turquia tractés d'utilitzar els gihadistes en el seu conflicte amb els kurds.
L'11 de febrer, els rebels islamistes van capturar la ciutat d'Al-Thawrah, prop de la presa de Tabqa, la presa més gran de Síria i una font clau d'hidroelectricitat. L'endemà les forces rebels van prendre el control de la base aèria de Jarrah, a 60 km a l'est d'Alep. La base havia estat utilitzada per llançar atacs aeris a la província d'Alep, i havia servit com una línia de subministrament important per al règim d'Àssad. El 14 de febrer, els combatents procedents de Jabhat al-Nusra van prendre el control de Xadadeh, una vila ubicada a la província de Hasakah, prop de la frontera iraquiana.
El 20 de febrer, un cotxe bomba va esclatar al veïnat damascè de Mazraa, prop de la seu del Partit Baas; l'explosió va matar almenys a 53 persones i va ferir a més de 235. Cap dels grups organitzats en ambdós bàndols del conflicte es va adjudicar la responsabilitat, però la Coalició Nacional per a les Forces de l'Oposició i la Revolució Síria va denunciar l'atemptat, i mantenia que el règim d'Assad era el responsable de les morts causades per aquest. El règim d'Àssad va culpar Jabhat al-Nusra. L'atemptat va coincidir amb reunions d'alt nivell al Caire, on es discutien els termes per posar fi a la guerra civil entre diversos grups de l'oposició, en particular les propostes d'Ahmad al-Khatib Moaz per negociar directament amb el règim d'Assad.
El 21 de febrer, l'ESL a Quasar va començar a bombardejar posicions de Hesbol·là al Líban. Abans d'això, els militants de Hesbol·là havien estat bombardejant llogarets propers a Quasar des del Líban. Un comandant de l'ESL va emetre un ultimàtum de 48 hores el 20 de febrer, on advertia al grup militant que aturés els atacs o s'atingués a les conseqüències.
El 2 de març es van produir intensos enfrontaments entre els rebels i l'exèrcit sirià al nord-centre de la ciutat de Raqqa, amb molts informes de morts a banda i banda. El mateix dia, tropes sirianes van recuperar diversos pobles al llarg de la carretera prop d'Alep El 3 de març, els rebels havien envaït la presó central de Raqqa, la qual permeté l'alliberament de centenars de presoners, segons l'OSDH L'OSDH també va afirmar que els combatents rebels havien pres el control de la major part d'una acadèmia de policia a Alep, a Khan al-Asal, i que més de 200 rebels i les tropes governamentals havien mort lluitant pel control d'aquesta.
El 4 de març, les forces rebels van llançar una ofensiva per capturar Raqqa de totes totes. El 6 de març, els rebels havien capturat la ciutat sencera, amb eficàcia, i feren de Raqqa la primera capital provincial perduda per part del règim d'Àssad. Els residents de Raqqa celebraren la victòria, segons diversos informes, amb l'enderrocament d'un enorme cartell d'Àssad, i amb l'enderrocament d'una estàtua de bronze del seu difunt pare Hafez al-Àssad al centre de la ciutat. Els rebels també van capturar a dos alts funcionaris del govern.
El 18 de març, la Força Aèria Síria van atacar posicions rebels al Líban per primera vegada. L'atac va ocórrer en l'àrea de la vall de Wadi al-Khayl, prop de la ciutat fronterera d'Arsal.
El 21 de març, un presumpte atemptat suïcida a la mesquita Iman en el districte de Mazraa posà fi a la vida de 41 persones, entre elles amb la d'un clergue sunnita d'alt nivell pro-Àssad, el xeic Mohamed Said Ramadan Al-Bouti
El 23 de març, diversos grups rebels es va apoderar de la 38a divisió de defensa de la base aèria al sud de la província de Dera, prop d'una carretera estratègica que uneix Damasc amb Jordània. L'endemà, els rebels van capturar una franja de 25 quilòmetres de terra prop de la frontera amb Jordània, que incloïa les ciutats de Muzrib, Abdin, i el post de control militar d'Al-Rai.
El 25 de març, els rebels van llançar un dels seus bombardejos més intensos contra el centre de Damasc des que va començar la revolta, amb morters que presumptament van colpejar la plaça Ummayad, on es troben la seu del Partit Baas, i també la seu de la Intel·ligència de la Força Aèria i la televisió estatal. L'atac fou llançat quan les forces rebels avançaven cap al districte damascè de Kafr Souseh. L'ONU va anunciar que retiraria tot el seu personal a Damasc per la inseguretat creixent. El mateix dia 25, un dels líders rebels, Riad al-Àssad, fou ferit a la localitat de Deir al Zur mentre es traslladava en cotxe, segons va informar el president de l'OSDH a l'Agència EFE
El 26 de març, l'explosió d'un cotxe-bomba a Damasc va deixar almenys tres morts. El 28 de març, la Universitat de Damasc va rebre l'impacte de foc de morter, i 15 estudiants resultaren morts. El govern sirià atribuí l'acció als rebels.
El 29 de març, els rebels conqueriren l'estratègica ciutat de Da'el després de dies d'intensos combats. La vila es troba a la província de Dera, al llarg de l'estratègica autopista que connecta Damasc amb Jordània. El 3 d'abril, els rebels van ocupar una base militar a prop de la ciutat de Daraa.
El mes d'abril es van detectar uns 14 llançaments de míssils de fabricació russa OTR-21 Totxka contra el districte de Barzeh al nord-est de Damasc.

## Auge islamista i intervenció nord-americana (2014-2015)
El 6 de gener de 2014, els opositors van aconseguir expulsar les forces d'ISIL de la ciutat de Raqqa, la més gran fortalesa i capital del govern islamista, i el 8 de gener, també van expulsar la majoria de les forces de l'ISIL de la ciutat d'Alep. La Governació de Deir ez-Zor va enviar reforços que van aconseguir reprendre diversos barris de la ciutat de Raqqa i a mitjans de gener, ISIL havia reprès tota la ciutat de Raqqa, mentre que els rebels expulsaven plenament els combatents ISIL de la ciutat d'Alep i dels pobles de l'oest d'aquesta.
Els nord-americans van començar a bombardejar ISIL el 23 de setembre de 2014, i en 3 d'octubre, les forces d'ISIL van atacar fortament la ciutat de Kobanî i es trobaven a menys d'un quilòmetre de la ciutat. Des del 21 d'octubre, l'exèrcit aeri sirià va dur a terme més de 200 atacs aeris sobre zones rebels de Síria i els avions nord-americans i àrabs van atacar les posicions de l'EI al voltant de Kobanî, i finalment el 26 de gener, el YPG kurd va obligar les forces de l'EIIL a Kobanî a retirar-se, recuperant la ciutat. El 22 d'abril els rebels van llançar una nova ofensiva rebel al nord-oest de Síria capturant en les següents setmanes Jisr al-Shughur i la base militar d'Al-Mastumah, i Ariha, deixant a les forces del govern baasista el control de petites porcions d'Idlib, inclòs l'aeroport militar d'Abu Dhuhur.
El 21 de maig, ISIL va prendre el control de Palmira, Patrimoni de la Humanitat per la UNESCO, després de vuit dies de combats, i les ciutats properes d'Al-Sukhnah i Amiriya i diversos camps petrolífers. A principis de juny, l’ISIL va arribar a la ciutat de Hassia, a la carretera principal entre Damasc a Homs i Latakia, i el 25 de juny, va llançar dues ofensives, un atac de distracció a Kobanî, mentre que el segon va dirigir-se a Al-Hasakah.

## Intervenció russa (2015-2016)
El setembre de 2015, Rússia va iniciar una intervenció militar a la Guerra civil siriana en suport al govern de Síria, que consistia en atacs aeris contra grups militants de l'Estat Islàmic, el Front al-Nusra (Al-Qaeda al Llevant), l'Exèrcit de la Conquesta i altres grups rebels. En octubre de 2015 forces russes van bombardejar posicions rebels i d'estat islàmic. mentre les forces governamentals sirianes van llançar una ofensiva terrestre contra posicions antigovernamentals al nord-oest de Síria, inicialment al govern de Hama al nord, i una ofensiva a gran escala al sud d’Alep per assegurar les muntanyes Azzan i l'única carretera del govern de Síria que condueix a la capital provincial.
El 30 d'octubre i dues setmanes després, es van celebrar a Viena converses de pau sobre Síria, iniciades pels Estats Units, Rússia, Turquia i l'Aràbia Saudita, en què el 30 d'octubre l'Iran va participar per primera vegada en les negociacions sobre l'acord sirià. No hi va haver acord sobre el futur de Baixar al-Àssad.
En febrer de 2016 es trobà que Al-Qaeda utilitzaven Facebook per a vendre i comprar armes, d'entre les quals es troben suposadament armes subministrades en el passat per la CIA com un BGM-71 TOW.
El port de Tartous, que havia servit de punt de manteniment tècnic i proveïment per a la flota soviètica o russa des de la dècada de 1970, en gener de 2017 fou cedit a Rússia per 49 anys el port per convertir-lo en la base naval de Tartous de l'Armada Russa, complementant la propera base aèria russa de Jmeimim.
El febrer de 2018 es venien armes fabricades als Estats Units per fòrums en línia, per Telegram, pels jihadistes.

## Intervenció turca (2016-2017)

Operació Escut de l'Eufrates

Les Forces Armades de Turquia i faccions de l'Exèrcit Lliure de Síria (FSA) van llençar l'Operació Escut de l'Eufrates contra Estat Islàmic (EI) i la coalició kurdo-àrab de les Forces Democràtiques de Síria (FDS) al nord de Síria el 24 d'agost de 2016 amb la captura de la ciutat de Jarablus, i va finalitzar oficialment el 29 de març de 2017 després que els rebels sirians recolzats per Turquia van capturar 2.055 quilòmetres quadrats, incloent tot el territori que havia controlat Estat Islàmic a la frontera turco-síria completament.

## Col·lapse d'Estat Islàmic a Síria (2017)
Entre setembre i desembre de 2017 l'Exèrcit sirià (SAA) i els seus aliats van dur a terme una operació militar a gran escala contra l'Estat Islàmic de l'Iraq i el Llevant (ISIL) amb objectiu de netejar la ciutat de Deir al-Zor de les forces d'ISIL restants, capturar al-Mayadin, la capital de facto d'ISIL, i la ciutat fronterera d'Abu Kamal, un dels darrers reductes urbans d'ISIL en les últimes etapes de la campanya.
La campanya va coincidir amb la campanya de l'Iraq occidental del 2017, la campanya de Raqqa realitzada per les Forces Democràtiques Sírianes (SDF) contra l'antiga capital de l'EIIL, Raqqa, així com amb l'ofensiva de les SDF a la província de Deir ez-Zor al llarg de la riba oriental del Riu Eufrates.

## Intervenció turca de 2018

invasió del Cantó d'Afrin

El gener de 2018 els militars turcs van començar una nova invasió al Cantó d'Afrin per treure del poder el Partit de la Unió Democràtica (PYD), les Unitats de Protecció Popular (YPG), les Unitats Femenines de Protecció (YPJ) i les Forces Democràtiques Sirianes (FDS). Afrin i els seus voltants són reclamats per la Federació Democràtica del Nord de Síria - Rojava com la regió d'Afrin. El 6 de març, les FDS van anunciar el desplegament de 1.700 combatents de Deir al-Zor a Afrin. Entre el 8 i el 9 de març, el TFSA i l'exèrcit turc van capturar Jandairis arribant als afores de la ciutat d'Afrin el 10 de març. i el 18 de març les forces recolzades per Turquia controlaven el centre de la ciutat.

## Desmilitarització d'Idlib (2018-2019)
A principis del 2018, després de la derrota d'Estat Islàmic a l'est de Síria, el govern sirià i els seus aliats van intensificar el seu assalt contra els rebels al sud-oest. Després de l'ofensiva de Beit Jinn al gener i l'ofensiva de Qalamoun oriental a abril de 2018, els combatents rebels que es van negar a rendir-se van ser evacuats a Idlib, i el govern sirià va començar a reunir tropes als afores fora d'Idlib i va començar a bombardejar els territoris controlats pels rebels a principis d'agost.

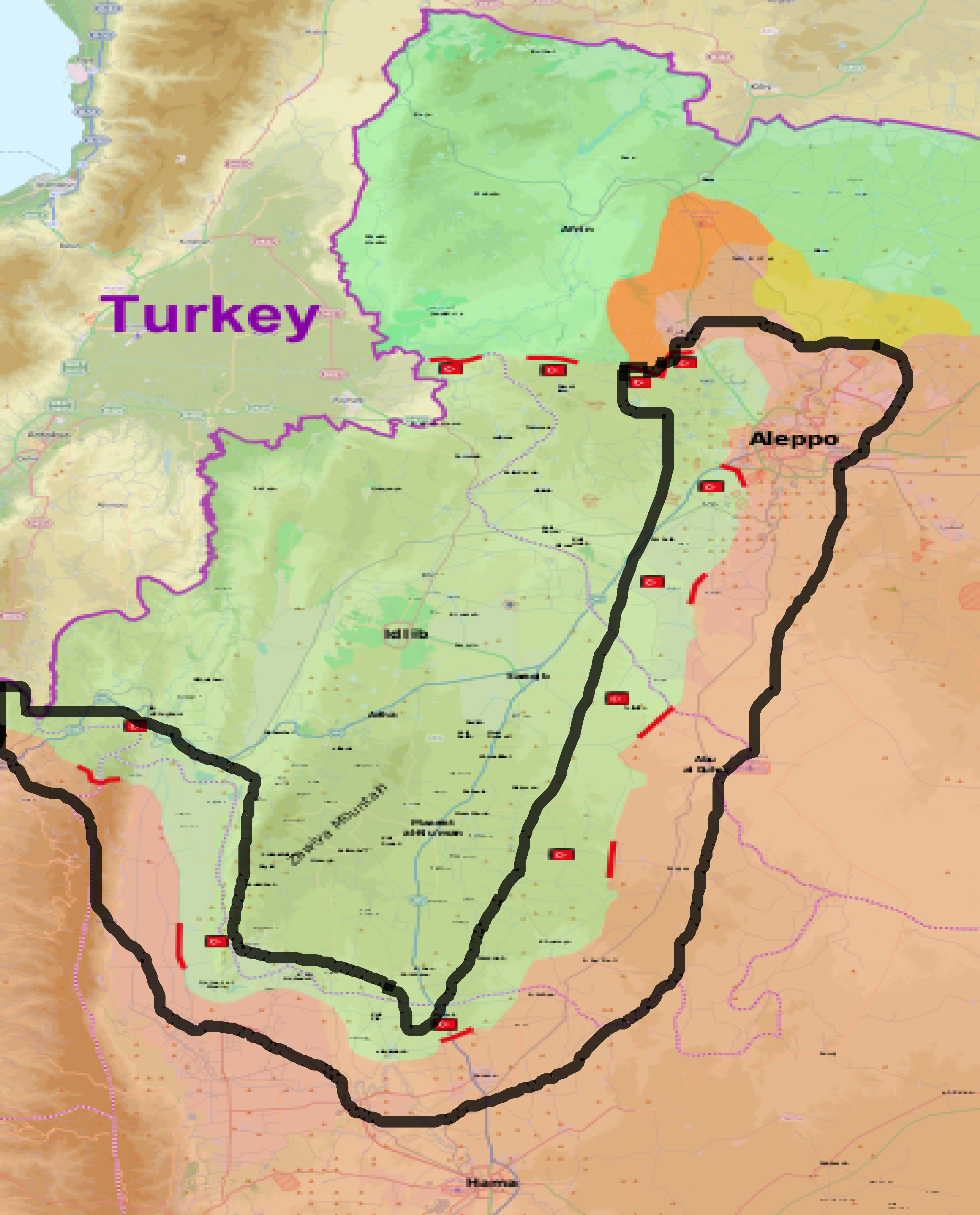
Zona desmilitarizada d'Idlib.

Per evitar una crisi humanitària, el 17 de setembre de 2018, el president rus Vladimir Putin i el president turc Recep Tayyip Erdoğan van arribar a un acord per crear la zona desmilitaritzada d'Idlib controlada pels rebels, que seria patrullada per forces militars de Rússia i Turquia.

## Intervenció turca de 2019

Situació al nord-est de Síria en 2019

El 9 d'octubre de 2019 l'Exèrcit de l'aire turc va atacar diverses ciutats frontereres a l'Administració de Rojava, inclosa Ras al-Ayn. per expulsar les Forces Democràtiques Sirianes (FDS) per crear una "zona segura" de 30 km de profunditat al nord de Síria per a poder reallotjar els 3,6 milions de refugiats sirians a Turquia. Com que la zona d'assentament proposada es de majoria kurda, aquest reallotjament es vist com un intent de substituir la població kurda per població àrab a tot el territori.
Les Forces Armades de Turquia i les faccions proturques de l'Exèrcit Lliure de Síria (NSA) i els seus aliats capturaren uns 4.820 quilòmetres quadrats amb 600 assentaments, incloent Ras al-Ayn, Tell Abyad, Manajir, Suluk, Mabrouka i tallaren l'autopista M4. Els reforços de l'exèrcit sirià es mouen per Raqqa, Manbij, Al-Tabqah, Kobani, Ayn Issa i Tell Tamer, per estar estacionats al llarg de la frontera turca. Les Forces Armades dels EUA es retiren completament de les governacions d'Alep i Raqqa i es retiren parcialment de la governació de Hasakah de Síria però van romandre a la governació de Deir ez-Zor.
L'octubre del 2019, l'Acord de Sotxi entre Erdoğan i Vladimir Putin va crear una zona d'amortiment de 30 quilòmetres al nord de Síria, que s'estenia des del riu Eufrates fins a Tall Abyad i des de Ras al-Ain fins a la frontera entre l'Iraq i Síria, excloent la ciutat de Qamishli. L'acord també va demanar que totes les forces de les Unitats de Protecció Popular (YPG) es retiressin de la zona d'amortiment.

## 2020: Alto-el-foc
El govern havia recuperat el control de les ciutats més grans de Síria, però grans parts del país seguien en mans de rebels, gihadistes i les SDF liderades per kurds. L’últim reducte de l’oposició restant es trobava a la província nord-occidental d'Idlib i a parts adjacents del nord de Hama i de les províncies occidentals d'Alep, dominada per una aliança jihadista anomenada Tahrir al-Xam i les principals faccions rebels.
El març de 2020, Rússia i Turquia van promoure un alto el foc per frenar l'empenta del govern per recuperar Idlib i des d'aleshores hi va haver una relativa calma. Al nord-est del país, les forces turques i els rebels sirians aliats van llançar una ofensiva contra les Forces Democràtiques Sirianes a l'octubre de 2019 per crear una "zona segura" lliure de la milícia kurda Unitats de Protecció Popular al costat de la frontera siriana, i han ocupat 120 km. Per aturar l'assalt, les FDS van signar un acord amb el govern sirià que va veure com l'exèrcit sirià tornava a la regió kurda per primera vegada en set anys. El govern s'havia compromès a recuperar-ne el control total.
Assad va ser reelegit el 2021 amb més del 95% dels vots en les eleccions nacionals, criticades pels observadors internacionals, i l'oposició siriana, per ser fraudulentes i no democràtiques.

## 2024: Ofensives rebels de 2024

Ofensiva al nord-est de Síria de 2024

L'esclat de la guerra russo-ucraïnesa en 2022 va comportar la retirada de personal i recursos militars russos, el principal aliat d'Assad, i els atacs d'Israel a Iran i els forts cops contra Hezbol·là, també aliats de Baixar al-Àssad, van deixar un buit que els rebels van poder aprofitar

### Ofensiva al nord-est de Síria
El 27 de novembre de 2024 els milicians de l'aliança jihadista Tahrir al-Xam van iniciar l'Operació Alba de Llibertat assaltant almenys 15 poblacions de la província d'Alep i van bloquejar l'autopista que connecta Alep amb Damasc.
El 29 de novembre de 2024 els rebels van arribar als afores d'Alep entrant als barris de Hamdaniyah i Nou Alep, capturant cinc districtes amb enfrontaments a altres llocs de la ciutat, inclòs el seu centre i el 30 de novembre de 2024 van capturar la major part de la ciutat forçant les forces progovernamentals a retirar-se cap a as-Safirah i altres punts estratègics.
El 30 de novembre els rebels van prendre el control de diverses ciutats, incloent Taybat al-Imam, Kafr Zita, Latamneh i Morek, el 5 de desembre van capturar Hama i van llançar una ofensiva a Homs,

### Ofensiva del sud de Síria
El 29 de novembre de 2024, els grups d'oposició del sud van començar a atacar la Governació de Daraa i la Governació d'As-Suwayda al sud de Síria, al llarg de la frontera amb Jordània. L'ofensiva es va anunciar com un esforç coordinat amb l'ofensiva del nord-oest de Tahrir al-Xam per implementar un avanç de dos fronts cap a Damasc. Les Forces Armades Sirianes van iniciar contraatacs que inclouen un desplegament de personal militar a la ciutat estratègica de Daraa.

### Ofensiva de Deir ez-Zor
El 30 de novembre de 2024, les forces russes van retirar equips militars i personal desplegats a diverses casernes de la riba oriental de l'Eufrates, treslladant-los la ciutat de Deir ez-Zor, provocant la consolidació de les Forces Democràtiques Sirianes (FDS), que el 3 de desembre va llançar una ofensiva a la Governació de Deir ez-Zor, recolzats per l'aviació de la Coalició Internacional Contra Estat Islàmic, que va atacar les milícies recolzades per l'Iran a la regió. El 5 de desembre, les FDS van capturar el jaciment de petroli de Thawra, la ciutat de Resafa i llocs estratègics prop de Safyan, i les zones d'Anbaj a la governació de Raqqa, després de la retirada de les forces progovernamentals. El 6 de desembre, les forces progovernamentals van començar a retirar-se de les ciutats de Deir ez-Zor, Mayadin, Al-Quriyah i Abu Kamal, cap a Damasc. Poc després de la seva retirada, els combatents de les FDS van capturar la ciutat de Deir ez-Zor i van estendre el seu control fins a Abu Kamal i la frontera iraquiana.

### Ofensiva de Palmira
El 6 de desembre de 2024, després dels problemes del govern de Baixar al-Àssad en altres fronts, especialment després de l'ofensiva del nord-oest de Tahrir al-Xam, l'Exèrcit Lliure de Síria, recolzat pels Estats Units, va llançar una ofensiva des de la zona segura d'Al-Tanf a Palmira, a la zona oriental de la governació de Homs. L'Exèrcit Lliure de Síria va prendre el control de Palmira el 7 de desembre després d'enfrontar-se amb les forces del règim.

### Caiguda de Damasc
El 7 de desembre de 2024, les forces de la Sala d'Operacions del Sud de l'oposició siriana van entrar a la Governació de Damasc Rural des del sud i van arribar a menys de 20 quilòmetres de Damasc i l'Exèrcit Àrab Sirià es va retirar de diversos punts dels afores. Simultàniament amb l'avanç cap a Damasc, l'oposició Tahrir al-Xam i l'Exèrcit Nacional de Síria (ENS) al nord van llançar una ofensiva a Homs, mentre que l'Exèrcit Lliure de Síria va avançar cap a la capital des del sud-est. El 8 de desembre, les forces rebels van entrar al barri de Barzeh de la ciutat i Assad va sortir de Damasc per aire amb la seva família en direcció a Moscou.

## Govern provisional
El 8 de desembre de 2024, el primer ministre Mohammad Ghazi al-Jalali va reconèixer la caiguda del govern del Partit Baas del president Baixar al-Àssad i va estendre la mà a l'oposició, posant èmfasi en la preservació de les institucions estatals. El líder de Tahrir al-Xam, Abu Mohammad al-Julani, va anunciar que al-Jalali dirigiria el govern de manera interina fins a la formalització d'un nou acord de govern. Al-Jalali va demanar que es celebressin eleccions democràtiques perquè el poble sirià pogués escollir els seus nous líders i va afirmar que Tahrir al-Xam va contactar amb els líders sirians i els homes armats van prometre que no hi hauria repressió. Al-Jalali també va dir que ell i 18 ministres més havien pres la seva decisió de principi de quedar-se a Damasc i no abandonar el país.
El mateix 8 de desembre les Forces Aèries dels Estats Units d'Amèrica van bombardejar més de 75 objectius de l'Estat Islàmic al centre de Síria per evitar que s'aprofités de la situació i reconstituir-se.
El 9 de desembre, després d'una reunió a Damasc entre el líder de Tahrir al-Xam, Abu Mohammad al-Julani, el primer ministre sirià sortint, Mohammad Ghazi al-Jalali i el president del Govern de Salvació, Mohammed al-Bashir es va encarregar la formació d'un govern interí a Mohammed al-Bashir per gestionar la transició.

### Intervenció israeliana

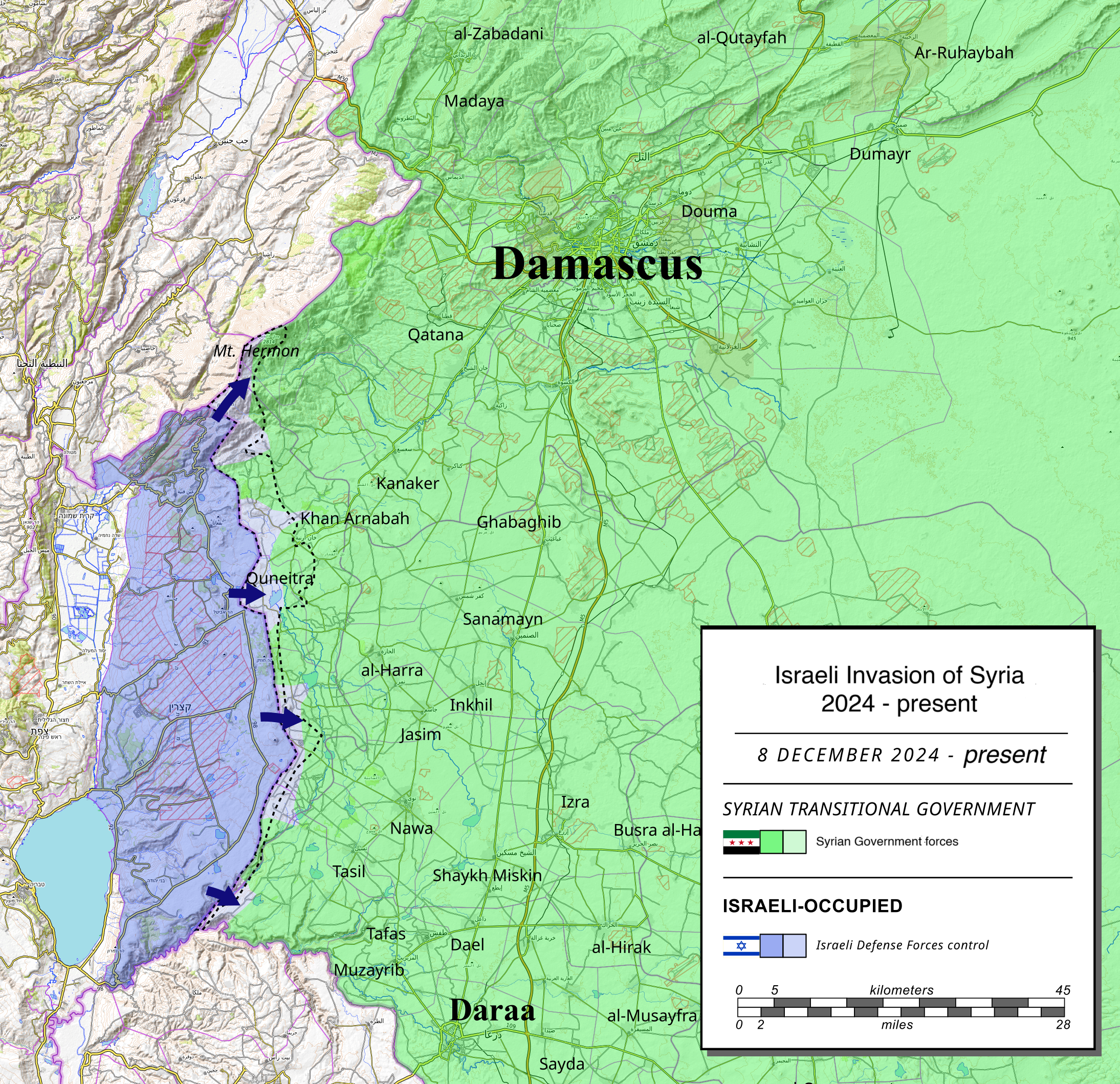
Operació Fletxa de Bashan

Amb l'accelerada pèrdua de control de Baixar al-Àssad l'exèrcit israelià va desplegar el desembre de 2024 la 210a divisió als Alts del Golan, per por que els esdeveniments es descontrolin i arribin a la frontera. La caiguda d'Assad el 8 de desembre de 2024 va trencar efectivament la ruta d'armes, material i personal des d'Iran a Hezbol·là quedant aïllada al sud del Líban, quedant encara més afeblit i vulnerable a l'atac o la infiltració israeliana. El 9 de desembre les tropes israelianes es van desplegar a la zona d'amortiment desmilitaritzada supervisada per la Força de les Nacions Unides d'Observació de la Separació, inclos el mont Hermon.
El 8 i 9 de desembre la Força Aèria i la Marina d'Israel van llençar l'Operació Fletxa de Bashan atacant més de 350 atacs contra dipòsits de míssils, vaixells de guerra, avions de caça i altres objectius estratègics, eliminant la majoria de les reserves d'armes estratègiques a Síria, El 8 de setembre de 2024, 100 membres de Shaldag i 20 membres de la Unitat 669 a bord de quatre helicòpters de transport pesat Sikorsky CH-53 Sea Stallion "Yasur" van partir d'una base aèria israeliana fins a una fàbrica de míssils iraniana excavada entre 2017 i 2021 en una muntanya al Centre d'Estudis i Recerca Científics a la zona de Masyaf a Síria, a l'oest de Hama, a més de 200 quilòmetres al nord de la frontera israeliana i a uns 45 quilòmetres de la costa occidental de Síria, i la van destruir amb explosius.

### Conflicte entre ENS i FDS

Situació al gener de 2025, amb l'ofensiva de l'ENS contra el territori controlat per FDS

Després que l'Exèrcit Nacional de Síria (ENS) capturés Manbij i Deir Ezzor l'11 de desembre de 2024, es va arribar a un acord d'alto el foc temporal entre l'ENS i les Forces Democràtiques Sirianes (FDS) a Manbij mediat pels Estats Units, però, les activitats militars van continuar a Kobani. A més, l'ENS va rebutjar l'evacuació de combatents o civils de les FDS de Manbij, va executar els soldats de les FDS capturats i va intentar operacions ofensives contra les FDS, donant lloc a combats prop de la presa de Tishrin. La setmana següent, l'ENS va declarar que van posar fi a l'alto el foc negociat pels EUA amb les FDS, que Turquia va declarar que no existia. Les FDS no van participar de l'acord amb el líder de facto Abu Mohammad al-Julani per dissoldre els seus grups i integrar-se en el nou ministeri de Defensa del país.

## Nou govern
El 29 de gener de 2025 Abu Mohammad al-Julani va ser nomenat president de Síria a la Conferència de la Victòria de la Revolució Siriana celebrada al palau presidencial. Durant la transició es va abolir la Constitució de 2012, el partit Baas i es va dissoldre el Parlament sirià.

### Conflicte entre el govern i els alauites
Després de la caiguda d'Assad i la implementació d'un govern de transició van sorgir enfrontaments entre les forces governamentals i els lleialistes pro-Assad, especialment a les regions amb poblacions alauites importants, amb nombrosos asassinats de revenja, i durant els combats de març de 2025, segons l'Observatori Sirià dels Drets Humans 745 civils van ser assassinats, la majoria executats, mentre que 125 membres de les forces de seguretat sirianes i 148 fidels a Assad van ser morir.

### Conflicte entre el govern i els drusos
El nou govern, que busca integrar les faccions armades en un exèrcit unificat, no ha pogut aconseguir acords amb els drusos, que insisteixen fermament a conservar les seves armes i milícies independents, i es van enfrontar el febrer de 2025 amb el govern sirià a Jaramana, un suburbi de Damasc, i amb tribus beduïnes al sud de Síria entre abril i maig i de nou al juliol, rebent suport de les Forces de Defensa d'Israel (FDI), que van atacar una columna de blindats que es dirigia a as-Suwayda el 14 de juliol, i la caserna general de l'exèrcit a Damasc el 16. En els enfrontaments van morir 260 persones fins que el 19 de juliol es va arribar a un alto-el-foc.
El govern va evacuar dos-mil beduins de la província, permetent el retorn dels 128.571 fugits i el Consell de la Fatwa Siriana va prohibir matar i agredir civils independentment de les seves creences.

## Parts internes al conflicte

### Oposició armada: ESL i CNS
La repressió no s'atura, i això provoca defeccions en el si de l'exèrcit. Una part de l'exèrcit sembla constituir-se a la tardor 2011 en oposició armada al règim. Es constitueixen dos grups de soldats sediciosos, l'Exèrcit Sirià Lliure (creat el juliol de 2011 pel coronel Riad al-Àsaad) i el Moviment dels oficials lliures, que es fusionen el setembre de 2011 en el primer. A mitjans d'octubre, aquestes defeccions de nombrosos soldats de les forces armades, alguns dels quals es rebel·len contra les forces de repressió, fa témer a l'ONU una guerra civil tenint en compte que els atacs de desertors contra les forces lleials al règim semblen multiplicar-se. Els desertors s'uneixen a les files de l'Exèrcit Sirià Lliure (ESL) el qual intensifica les seves operacions contra els pilars del règim.
El 16 de novembre del 2011, el centre de les oficines d'informació aèria situat a l'entrada de Damasc és atacat a trenc d'alba amb llançacoets per un escamot armat. Quatre dies més tard, el 20 de novembre, és la seu del Partit Baas a Damasc el blanc d'atacs amb coets.
El 29 de novembre de 2011, l'Exèrcit Sirià Lliure reconeix l'autoritat del Consell nacional sirià (CNS). L'alt comissari de les Nacions Unides als Drets Humans declara l'1 de desembre que Síria és en situació de «guerra civil».
L'Exèrcit Sirià Lliure, format en part per gihadistes propers a l'esfera d'influència d'Al-Qaida. disposa d'un campament a Turquia i és armat per Turquia, Aràbia Saudita i Qatar. Disposa igualment de l'ajuda d'agents de l'Agència Central d'Intel·ligència que actuen des de Turquia.

### Posició del govern sirià
La posició del govern enfront de la revolta armada és la d'incriminar «grups armats antigovernamentals» o «islamistes armats». Després de la massacre de Houla, el govern acusa principalment els islamistes armats.
Les «ingerències exteriors» occidentals i les infiltracions d'armes enviades per països adversos, entre ells els sunnites Qatar i Aràbia Saudita, són igualment evocats de manera regular. Així, en un discurs televisat del 3 de juny, el president sirià Baixar Al-Àssad afirma que l'Estat sirià fa «front a una verdadera guerra dirigida des de l'estranger». En aquest sentit, el president Àssad, en una entrevista amb la cadena de televisió turca Ulusal emesa el 5 d'abril del 2013, va qualificar el primer ministre de Turquia, Recep Tayyip Erdoğan, d'«idiota», «immadur» i mentider

### Desercions
A començaments de juliol de 2012, el general Manaf Tlass, del cercle més pròxim a Baixar al-Àssad, caigut en desgràcia, deserta. i es presenta a la tercera reunió dels Amics del poble sirià, a París. L'11 de juliol de 2012, l'ambaixador de Síria a l'Irak Naouaf Fares també deserta. 18 generals i nombrosos oficials i soldats de l'exèrcit sirià abandonaren el règim i es refugiaren a Turquia amb les seves famílies.
El dilluns 6 d'agost, el primer ministre d'origen sunnita Ryad Hijab deserta 2 mesos després del seu nomenament per incorporar-se a l'oposició. a Qatar, mentre que la televisió estatal anuncia la seva destitució.
A mitjan agost de 2012, una desena de diplomàtics sirians a l'estranger s'uniren oficialment a l'oposició: Bassam Al Imadi (antic ambaixador a Suècia), Nawwaf Al Xaikh Fares (ambaixador a l'Iraq), Lamia Al Hariri (encarregada de negocis a Xipre), Abdel-Latif Al Dabbagh (ambaixador als Emirats Àrabs Units), Mohammed Tahsin Al Faqir (agregat de seguretat de l'ambaixada a Oman), Faruq Taha (ambaixador a Belarús), Mohammed Housam Hafez (conseller i cònsol a Armènia), Khaled Al Ayyoubi (encarregat de negocis al Regne Unit), Khaled Al Saleh (encarregat de negocis a Nigèria), Dani Ba'aj (segon secretari en la representació permanent davant l'ONU a Ginebra).

### Confessions: estimacions i reaccions
No existeixen censos oficials de les confessions a Síria. És no obstant això possible fer-ne una estimació sobre la base de l'estat del país durant la primera meitat del segle xx. Heus aquí els percentatges respectius de les diferents comunitats tal com s'estimen avui : musulmans sunnites 72,8% (dels quals un 9% de kurds 9%), alauites 10%, xiïtes 0,5%, drusos 1,8%, ismaïlites 0,9%, cristians siríacs ortodoxos 12%, cristians grecs catòlics 1,3%, cristians grecs ortodoxos 1,2%, cristians armenis ortodoxos 1%, altres cristians 3%.
Segons altres xifres, el 2012, els àrabs sunnites eren 72,8%, els kurds sunnites 8,3%, els àrabs alauites 10,2%, els àrabs druses, 1,8%, els àrabs xiïtes ismaelites 0,9%, els àrabs xiïtes duodecimams 0,4%, els Txerkessos sunnites 0,3%, els turcmans sunnites 0,6%. Els kurdòfons de religió yazidi 0,1%. Les diferents branques cristianes representaven 4,6% de la població siriana amb 994.000 membres. Els cristians es repartien així: àrabs de religió grega ortodoxa: 526.000 membres; àrabs de religió grega catòlica: 121.000; armenis apostòlics, 121.000; jacobites 89.000; maronites 29.000; armenis catòlics 26.000; protestants 21.000; nestorians 20.000; siríacs catòlics 18.000; caldeus catòlics 14.000; catòlics llatins 9.000.

#### Xiïtes i alauites: 13,3%
Els principals corrents xiïtes a Síria són per ordre creixent l'ismaïlisme, els drusos i sobretot els alauites, majoritaris al llarg de la costa oest del país. Els seus membres són víctimes regularment d'actes de venjança en aquest conflicte, a conseqüència de la seva presència i domini al capdavant de l'Estat des de 1970.
La creació d'un miniestat alauita és evocada regularment en aquest conflicte en la hipòtesi d'una futura victòria dels rebels. Però prop d'un milió d'alauites ja no viuen a la seva regió d'origen.

#### Àrabs sunnites: 72,8%, majoritaris
El 22 d'abril de 2011, de resultes de la mort de 25 noves persones a Dera i Damasc, el muftí de Deraa dimiteix.

#### Kurds: 10% (sunnites essencialment)
Els kurds, que es troben al nord-est del país sobre la frontera turca, la província d'Alep, el Jazirah i els afores de Damasc són majoritàriament sunnites, sobretot a Síria. Es proposaren afeblir l'exèrcit sirià el juliol de 2012 per prendre diverses ciutats del nord del país amb l'esperança, recolzada pel Partit dels Treballadors del Kurdistan, de la creació d'un Kurdistan lliure.

#### Cristians
El nombre de cristians assiris ha disminuït fortament en les darreres dècades per ha emigrat molt i té un índex de natalitat feble. El 15 de desembre de 2011, els Patriarques d'Antioquia llançaren una crida a la pau i a una aturada de les sancions internacionals contra Síria. Els cristians es trobaven molt inquiets de les manifestacions del divendres i tenien en memòria els cristians de l'Iraq que van acollir després de les massacres. En efecte, semblà establir-se una persecució religiosa a Homs, on 230 cristians foren abatuts en 2012 per homes identificats com a insurgents sunnites mentre que als barris mixtos el 80% dels seus habitants cristians haurien fugit. sobretot el desembre per celebrar el Nadal.
Durant la guerra molts cristians assiris van trobar refugi a la regió de Tur Abdin, al sud de Turquia, quan els combats van arribar al nord-est de Síria a la primavera de 2013, i en juliol de 2014 els cristans de Mosul van abandonar la ciutat.

## Reaccions internacionals

### Apostes geopolítiques
Síria és, en efecte, l'aposta d'una lluita geopolítica entre dos camps: l'Iran i Rússia d'un costat, Qatar, i els Emirats Àrabs Units, l'Aràbia Saudita i els Estats Units de l'altre. Saudites, qatarians i els Emirats Àrabs proveeixen l'Exèrcit Sirià Lliure d'AK-47, llançagranades, míssils antitancs i míssils superfície-aire contra els helicòpters i equips sanitaris, mentre que l'Agència Central d'Intel·ligència (CIA) l'equipa amb mitjans de transmissions. els russos van enviar centenars d'instructors i de tècnics per mantenir el material de guerra venut per Moscou: helicòpters d'atac, míssils, radars, bateries antiaèries. Els iranians haurien enviat soldats per combatre al costat de les tropes lleialistes.

### Brigadistes Internacionals
Al llarg dels anys de conflicte foren centenars les persones d'arreu del món que s'enrolaren en la Brigada Internacional d'Alliberament prenent partit en la lluita contra l'Estat Islàmic, per a participar en un projecte social i anticapitalista i combatre el patriarcat, entre elles algunes catalanes van anar fins a una zona de guerra com era el Kurdistan sirià.

### ONG i personalitats

#### Crida de personalitats
En una carta oberta publicada el 13 de març de 2012, cinquanta personalitats, antics dirigents polítics, Premis Nobel de la pau i intel·lectuals feren una crida als membres del Consell de Seguretat de les Nacions Unides a unir-se per retirar al president sirià el seu «permís per matar»:
En aquest text publicat en el Financial Times i a Le Figaro, aquestes personalitats de més de vint-i-set nacionalitats estimen que les divisions al si de la comunitat internacional han donat al govern d'Àssad un permís per matar i demanen que aquest permís li sigui ara retirat.

#### Amnistia Internacional
El 14 de març de 2012, Amnistia Internacional fa públic un informe on denuncia l'ampli recurs a la tortura i a altres formes de maltractaments a Síria per part del règim. L'ONG assenyala 31 mètodes de tortura i d'altres formes de maltractaments atribuïdes a les forces de seguretat, a l'exèrcit i a les bandes armades progovernamentals conegudes sota el nom de xabiha.

#### Comitè internacional de la Creu Roja
El 21 de febrer de 2012, el Comitè Internacional de la Creu Roja (CICR) va demanar insistentment a les autoritats sirianes i a totes les altres parts al conflicte d'observar un cessament quotidià de les hostilitats per tal de permetre la ràpida arribada dels socors humanitaris. El CICR recordà a totes les parts en conflicte que eren obligades a distingir sempre entre civils i participants en les hostilitats i a respectar plenament el dret internacional humanitari. El 3 de setembre de 2012, el president del CICR Peter Maurer, va anar a Síria per a una missió de tres dies, amb l'objectiu de reforçar l'acció humanitària del CICR i la Mitja Lluna Roja àrab siriana.

#### Human Rights Watch
El 15 de març de 2012 Human Rights Watch va denunciar en un comunicat les tàctiques de terra cremada utilitzades per l'exèrcit sirià per tal d'intentar esclafar la revolta al país. L'ONG, amb seu a Nova York, lamentava que el Consell de Seguretat de l'ONU es trobés lligat de mans i peus per Rússia i la Xina i considerava que després d'un any de revolta popular a Síria el Consell de seguretat s'hauria d'unir finalment i notificar clarament a Àssad que aquests atacs s'han d'aturar. El 20 de març de 2012 Human Rights Watch va denunciar en un comunicat els crims comesos igualment per grups armats de l'oposició. L'11 d'abril del 2013, diversos grups de drets humans, entre ells Human Rights Watch, van informar que l'aviació siriana estava realitzant bombardejos indiscriminats i deliberats contra objectius civils. Aquests fets, en cas de confirmar-se, serien constitutius de crims de guerra.

#### Observatori sirià dels drets humans
L'OSDH és un organisme d'informació polèmic que afirma disposar d'una xarxa d'aproximadament 200 contactes, font important dels principals mitjans de comunicació occidentals per al conflicte sirià. L'Observatori sirià dels drets humans ha estat criticat pels investigadors i diplomàtics per donar afirmacions incomprovables a curt termini i haver donat informacions falses (com la mort de Zainab al-Hosni, presentada com a màrtir de la repressió abans de reaparèixer). Els crítics denuncien la fiabilitat d'aquest organisme, tot remarcant que només està format per dues persones que viuen al Regne Unit que afirmen rebre informacions per telèfon d'una xarxa de 200 civils a Síria. Mentre que especialistes de l'Orient Mitjà com Alain Chouet i Fabrice Ballanche consideren que l'OSDH és un instrument de propaganda dels Germans Musulmans, d'altres com Bassam Tahhan descriuen l'OSDH com a proper als serveis secrets britànics.

### Santa Seu
La Santa seu ha fet diverses crides a l'aturada de les hostilitats i ha interpel·lat tant les parts implicades com la comunitat internacional així com els líders religiosos i els creients de les diferents religions. Com que l'ONU decideix retirar els seus observadors, el 16 de juny, la Santa Seu va reiterar les seves crides i va demanar que Síria no fos abandonada ni oblidada i l'Agència fides, de la Congregació per a l'evangelització dels pobles, va reclamar la crida a 800 civils musulmans i cristians d'Homs atrapats pels combats.

### Països occidentals
Des del mes de març de 2011, la Unió Europea, el Canadà, els Estats Units i Turquia van condemnar les accions violentes.

#### A Europa
La Unió Europea ha adoptat molts cops sancions contra el règim de Baixar al-Àssad. Al llarg del mes d'agost de 2011, Catherine Ashton, cap de la diplomàcia europea, va anunciar una sèrie de sancions contra Síria. Es va prohibir el visat a una vintena de persones que formen part del règim de Baixar al-Àssad, a les quals també se'ls han congelat els seus béns, s'han prohibit les relacions comercials amb cinc empreses militars implicades en les accions violentes, la UE ha instaurat un embargament de les exportacions de petroli.
El 23 de març de 2011, el Ministeri d'Afers Exteriors francès va demanar al poder sirià «renunciar a tot ús excessiu de la força» i va condemnar «les violències que fan morts i ferits». Va convidar igualment Baixar al-Àssad a comprometre's a fer reformes polítiques. L'Oficina de l'Alt Comissionat de les Nacions Unides per als Drets Humans va demanar «procedir a una investigació transparent sobre els esdeveniments» dels dies precedents.

#### Als Estats Units
El 10 d'agost de 2011, el govern dels Estats Units pren sancions econòmiques contra les societats de telecomunicació sirianes i els bancs vinculats a Damasc. Aquestes sancions impedeixen als ciutadans americans portar assumptes amb el Banc comercial de Síria, el Banc sirià libanès comercial o Syriatel. Els fons d'aquestes societats situats als Estats Units són congelats.
En una declaració publicada el 18 d'agost de 2011, el president Obama diu explícitament per primera vegada que Baixar al-Àssad hauria de dimitir : «El futur de Síria ha de ser determinat pel seu propi poble, però el president Baixar al-Àssad s'hi ha travessat…; Per al bé del poble sirià, el moment ha arribat per tal que el president Àsad es retiri.» Va condemnar de nou la repressió brutal, però va repetir que els Estats Units no intervindrien en els assumptes sirians més enllà de les pressions polítiques i econòmiques per tal que Àssad deixés el poder. El mateix dia, Hillary Clinton va anunciar un embargament total sobre les importacions de petroli i de productes petroliers sirians als Estats Units.

### A Àsia
L'Índia i Corea del Nord són favorables a una resolució del conflicte per un diàleg entre sirians. Bangladesh s'alinea amb la posició de la Federació de Rússia.

### A Amèrica del Sud
El president veneçolà, Hugo Chávez, aporta en aquest context el seu suport a seu «amic» Baixar al-Àssad, i el descriu com «un humanista. Bolívia dona suport a una solució pacífica sense intervenció estrangera.

### A Rússia i a la Xina
Rússia i la Xina s'oposen a tota resolució o sanció envers el règim sirià, el que podria entre altres explicar-se per raons interiors (temors de veure estesa la Primavera Àrab a casa seva, perquè habitualment sempre s'han oposat a tot dret d'ingerència, o fins i tot per raons d'interessos:
- Rússia és sobretot el primer proveïdor d'armes del règim sirià, que continua sent l'únic aliat de Moscou a la regió, gràcies a la base naval de Tartus: és l'única a la mar Mediterrània que acull permanentment vaixells de la Marina Russa.[291][292][293][294] Rússia assenyala que només lliura armes de defensa antiaèria a Síria,[295] i afirmava fins i tot el juliol de 2012 que ja no aprovaria nous contractes d'armament amb Síria abans de l'estabilització de la situació.[296]
- La Xina s'alinea sistemàticament amb les posicions russes, i espera simplement obtenir a canvi el suport de Moscou quan els interessos xinesos siguin igualment amenaçats.[292]

Aquests dos països van boicotejar, sobretot el juny de 2011, les discussions a l'ONU destinades a establir un projecte de resolució que condemnés la repressió sagnant a Síria. Moscou es declara llavors oposat a les sancions preses per la Unió Europea en el transcurs del mes d'agost. A principis d'octubre de 2011 a l'ONU, russos i xinesos oposen el seu veto a un projecte de resolució en relació amb el règim sirià, i després s'hi oposen una segona vegada el febrer 2012.
Mentre que la demanda d'intervenció de Turquia per refugiats sirians esdevé cada vegada més intensa, Rússia preveu en canvi desplegar una important flota militar a les aigües territorials sirianes per impedir un eventual atac de l'Organització del Tractat de l'Atlàntic Nord (OTAN).
El 20 març de 2012, Serguei Lavrov, ministre rus d'Afers Exteriors anuncia que Rússia està llesta per donar suport a una declaració del Consell de Seguretat de l'ONU que recolzi la missió a Síria de Kofi Annan sota condició que aquesta «no constitueixi un ultimàtum».
El 25 de juny la crisi pren un gir més internacional quan la defensa antiaèria siriana abat un F-4 Phantom de la Força aèria turca que efectua un vol d'entrenament sobre aigües internacionals. Les autoritats sirianes argumenten que el caça havia violat l'espai aeri sirià i amenacen amb destruir les tripulacions que havien sortit a la recerca de les restes de l'aeronau.
L'endemà Turquia demana a Brussel·les una reunió de crisi dels 28 ambaixadors de l'OTAN. Al final d'aquesta reunió la solució de represàlies militars contra el règim sirià fou jutjada convenient, tal com va confirmar el ministre turc d'Afers Exteriors Ahmet Davutoğlu.
En l'aspecte financer, Rússia va enviar tones de bitllets de banc a Síria. La impressió de la moneda siriana estava encarregada de manera inicial a un banc austríac, però va ser aturada a causa de les sancions occidentals.

### A l'Orient Mitjà

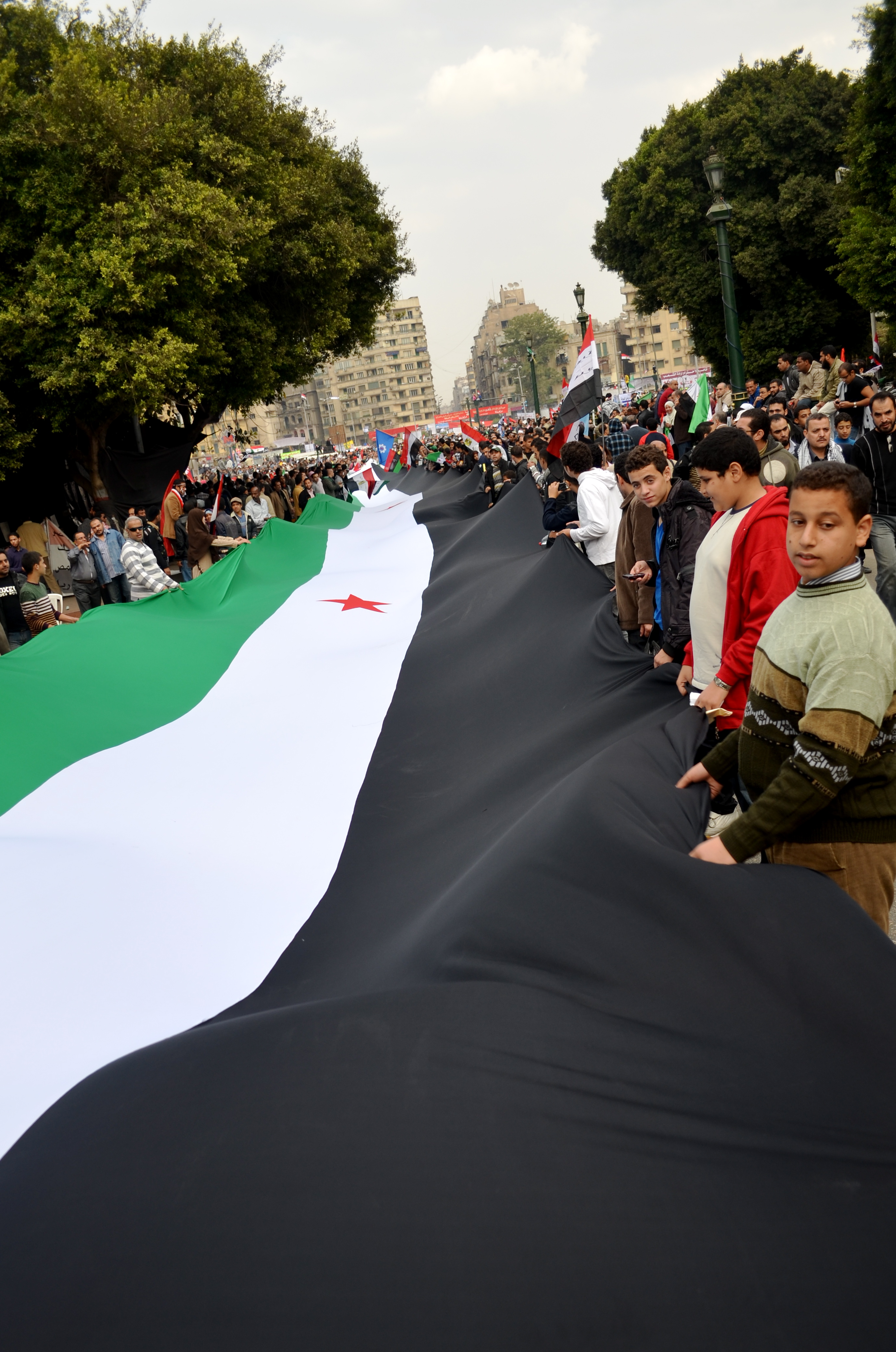
Egipcis arborant la bandera revolucionària siriana en el moment d'una manifestació de suport al Caire, 18 novembre de 2011.

Diverses capitals àrabs condemnen finalment el poder sirià, i s'uneixen als països occidentals per convocar una sessió especial del Consell dels drets humans de l'ONU el 22 d'agost de 2011. El 12 de novembre de 2011, la Lliga Àrab (excepte l'Iraq i el Líban) vota la suspensió de l'adhesió de Síria a totes les seves reunions a partir del 16 de novembre i proclama sancions polítiques i econòmiques contra el poder sirià. El 7 de maig de 2012, els caps tribals es troben en una conferència al Caire per anunciar el seu suport a l'Exèrcit Sirià Lliure i als revolucionaris a Síria; al final de la conferència els caps de tribus àrabs a Síria anuncien la fundació d'un consell polític, on es troben representades totes les tribus a Síria. El 15 d'agost de 2012, la cimera islàmica de La Meca (Aràbia Saudita) proclama la suspensió de la Síria com a membre de l'Organització de la Conferència Islàmica.
Tanmateix, el rei de Bahrain, que acabava de reprimir la protesta massiva al seu propi país, aporta el seu suport al règim de Damasc. Quant a Egipte, adopta una posició ambigua. El febrer de 2012, el cap de la diplomàcia egípcia Mohamed Kamel Amr es pronuncia a favor d'una resolució pacífica del conflicte sirià, una presa en compte de les exigències del poble i un cessament immediat de les violències al país, a més d'un rebuig de tota ingerència exterior El setembre de 2012, el president egipci Mohamed Mursi afirma que no cal perdre de temps a parlar de reforma» i que el règim de Bachar el-Assad «no durarà molt temps», a la qual cosa reacciona el ministeri d'afers exteriors sirià acusant Egipte d'ingerència; però el mateix mes, Morsi s'oposa davant l'Assemblea General de les Nacions Unides a una intervenció militar estrangera.
D'altra banda, la pertinença de la família al-Àssad al xiisme alawita ha permès des de fa diversos anys un important acostament del règim iranià dels mul·làs : el règim sirià s'ha convertit així en el principal aliat de Teheran al món àrab. Però la naturalesa del suport de l'Iran a les forces de Baixar al-Àssad continua sent, des de fa molt de temps, confusa. Al principi, Teheran semblava abans de tot de preocupat de preservar els seus interessos a la regió i adopta una actitud bastant ambigua. D'un costat, l'Iran prenia algunes distàncies amb el règim de Damasc obrint el diàleg amb l'oposició siriana; de l'altre, desaprovava les sancions preses per la Lliga Àrab, perquè temia que aquestes atiessin la violència, i donessin pas així a una guerra civil. Mentre que la Unió Europea i alts responsables militars americans acusaven l'Iran de proporcionar assitència militar a Síria, el segon en la línia de comandament de la Força Al-Qods reconeixia el juny de 2012 que la República islàmica havia estat present a Síria durant la revolta, i el cap de les forces armades iranianes assegurà que l'ajuda era "exclusivament logística i moral". L'Exèrcit Sirià Lliure afirmava haver capturat combatents iranians el març de 2012. mentre que el ministre d'afers exteriors iranià admetia l'agost de 2012 que «membre retirats dels Guardians de la revolució i de l'exèrcit, però també d'altres cossos» figuraven entre les 48 ostatges iranians presos a Damasc. El mateix mes, el Guia suprem Ali Khamenei declarava d'altra banda que : «Síria és la nostra primera línia de defensa. Combatem allà pel nostre propi interès. Els nostres enemics vindran cap a nosaltres després de Síria, i és per afeblir-los i resistir als seus plans que hi combatem». El setembre de 2012, el comandant de la Força Al-Qods reconeix la presència d'alguns dels seus homes a Síria, i precisa que presten una assistència «intel·lectual» i «financera» però no militar. El mateix mes, la difusió d'una foto de la tomba de Moharram Tork, un guardià de la revolució «mort com a màrtir per a la pàtria» a Damasc, confirma que l'assistència iraniana és ben militar. Per a David Rigoulet-Roze, investigador de l'Institut francès d'anàlisi estratègica (IFAS), l'ajuda iraniana hauria estat en principi logística abans de convertir-se en militar des de 2011: l'Iran hauria enviat llavors militars, guardians de la revolució i armes per donar suport al règim sirià, i s'hauria compromès fins i tot a un suport "il·limitat" en el marc d'un acord de defensa mútua després de l'atemptat que va afectar la cèl·lula de crisi siriana el 18 de juliol de 2012. D'altra banda, l'Iran ha subministrat sobretot una ajuda de mil milions de dòlars al règim sirià per esquivar les sancions internacionals.
Hesbol·là, la milícia xiita libanesa ha estat acusada per l'oposició siriana d'enviar combatents en suport de les forces de Baixar al-Àssad (el qual ho ha desmentit). i el Departament del Tresor dels Estats Units l'acusa de tenir «un paper central» en la repressió, sense que aquestes afirmacions siguin verificables inicialment. Tanmateix, l'octubre de 2012 es fa públic que un comandant de Hesbol·là, Ali Hussein Nassif, i alguns dels seus homes haurien mort a Síria. mentre que l'Exèrcit Sirià Lliure afirma retenir 13 homes de la milícia libanesa i acusa aquesta d'estar implicada fins al coll en el conflicte sirià, en l'assassinat del poble sirià i en la temptativa de tapar la rebel·lió sobretot a Damasc i Homs. El 25 de maig de 2013 el líder de Hesbol·là Hassan Nasrallah escenifica el seu suport a Baixar al-Àssad i assegura que continuaran combatent a la guerra civil siriana fins a la victòria final sobre els rebels. La milícia xiita iraquiana Badr també és acusada de reforçar l'esforç iranià.
L'oposició tradicional entre el sunnisme i el xiisme representat per l'Iran i la Síria alawita marca l'hostilitat de Qatar i de l'Aràbia Saudita al règim sirià, que acusa des de la fi de 2011 aquests dos estats de participar en el finançament i en l'armament dels «rebels». Els països sunnites temen la constitució d'un front xiita, de l'Iran fins a la Mediterrània amb el Hesbol·là libanès. La separació religiosa implica una separació geoestratègica, sobretot en l'actitud de cara als Estats Units.

### A les Nacions Unides
Els dies 7, 20 i 31 juliol de 2011, el secretari general Ban Ki-moon demana contenir la repressió, i el 3 d'agost el Consell de seguretat de l'ONU condemna per unanimitat les «violacions generalitzades drets humans i l'ús de la força contra civils» per les autoritats sirianes. El 5 d'agost, els experts de l'ONU exhorten Síria a acabar la repressió contra els civils. Les protestes superen per amplitud i durada l'aixecament que havia portat a la Massacre de Hama el 1982 per la implicació de diferents comunitats. El 15 de setembre es crea el Consell nacional sirià, a imatge del CNT libi, oficialment els dies 1 i 2 d'octubre del 2011 a Istanbul.
El 5 d'octubre de 2011 i el 4 de febrer de 2012, Xina i Rússia fan valer per dues vegades el seu dret de veto a una resolució de l'ONU que condemna la repressió a Síria.
El febrer de 2012, mentre diverses ciutats són bombardejades per l'exèrcit sirià, el Secretari General de les Nacions Unides Ban Ki-moon, declara que la repressió contra els opositors és «gairebé amb tota seguretat un crim contra la humanitat». Segons fonts properes a l'oposició, la repressió i els combats haurien fet un total de 19.000 morts el juliol de 2012 i centenars de milers de desplaçats. En un any, les organitzacions humanitàries estimen el nombre de refugiats a Jordània en prop de 90.000.
El 23 de febrer del 2012, Kofi Annan és anomenat emissari conjunt de l'Organització de les Nacions Unides i la Lliga Àrab per a la crisi de Síria. En dimitirà el juliol de 2012, enfront del desacord entre els 5 membres permanents del consell.
El 20 de març de 2012, Ban Ki-moon, secretari general de l'ONU, declara en una conferència de premsa a Bogor, que «La situació a Síria ha esdevingut intolerable i inacceptable», i que «La comunitat internacional s'ha d'unir. Pel fet que no siguem capaços de tenir una resolució de l'ONU no hem de deixar que el sofriment de la població siriana continuï. Es tracta de la responsabilitat moral i política de la comunitat internacional».
El maig de 2012, la massacre de Houla suscita una condemna unànime del règim de Damasc pel consell de seguretat; tanmateix Rússia i la Xina mantenen tot veto a projectes de resolució del Consell de seguretat contra el règim sirià.
El 15 d'agost de 2012, una comissió d'investigadors dels drets humans de les Nacions Unides conclou que les forces governamentals sirianes i les milícies xabihes han comès crims de guerra i crims contra la humanitat, sobretot homicidis i actes de tortura, i incriminen igualment els insurgents, per bé que en un grau menor.

### Els Amics de Síria
El 24 de febrer de 2012 se celebra a Tunísia la primera Conferència Internacional dels Amics de Síria, que aplega seixanta delegacions àrabs i estrangeres que desitgen veure condemnat fermament el règim sirià. La Conferència es reuneix per tercera vegada a París el 6 de juliol de 2012, amb 106 països participants, que xoquen sempre amb el rebuig per part de la Xina i Rússia d'infligir sancions a Síria.

### La Lliga Àrab
En la darrera cimera de la Lliga Àrab, celebrada el 26 de març del 2013 a Doha, capital de Qatar (país molt involucrat en la guerra civil de Síria), una delegació dels rebels sirians, encapçalada per Ahmed Moaz al-Khatib va prendre el lloc del govern de Baixar al-Àssad com a representant legítim dels sirians. La bandera del país va ser reemplaçada, al seient oficial de la delegació, per la bandera usada pels opositors. En aquest mateix sentit, el 27 de març l'oposició va obrir una ambaixada al mateix Qatar, mentre l'ambaixada oficial romania tancada.

### El BRICS
El 27 de març, el president Àssad va fer una crida als cinc països integrants del grup BRICS per tal que l'ajudessin, atès que, segons ell, el seu país estava sent víctima d'"actes de terrorisme".

## Informes d'utilització d'armes químiques
El juliol de 2012, el portaveu de la cancelleria siriana Jihad Makdissi va declarar que les forces armades sirianes mai faria servir armes químiques en contra de l'oposició interna, mentre remarcava que aquestes armes es mantindrien disponibles per al seu ús contra l'"agressió externa". Es creu que Síria posseeix el tercer major arsenal d'armes químiques del món, i a les forces de l'oposició els preocupa que el règim pugui utilitzar-les com a últim recurs per conservar el poder. L'agost de 2012, els Estats Units van advertir que l'ús d'aquestes armes era una "línia vermella" per al règim baasista que, si es creuava, donaria lloc a "conseqüències enormes" De la mateixa manera, França i el Regne Unit van advertir de greus conseqüències per la utilització d'armes químiques, amb França, en particular, que prometia una "massiva i contundent" resposta.
Al setembre de 2012, l'exèrcit sirià va començar a moure les seves armes químiques de Damasc a la ciutat portuària de Tartus. En aquest mateix mes, es va informar que les forces armades havia reiniciat les proves d'armes químiques en una base als afores d'Alep. El 28 de setembre, el Secretari de Defensa dels Estats Units Leon Panetta va declarar que el règim sirià havia mogut les seves armes químiques amb la finalitat d'"assegurar-les" per l'acostament de les forces d'oposició A més, es va saber que el govern rus havia ajudat a establir comunicació entre els Estats Units i Síria sobre l'estat de les armes químiques de Síria. El Ministre rus d'Afers Estrangers Serguei Lavrov va declarar que Síria havia donat als Estats Units "explicacions" i "garanties" que estava tenint cura de les armes. No obstant això, el 8 de desembre, es va informar que els membres del gihadista Front al-Nosra havien capturat una planta de productes químics tòxics, de propietat saudita, diversos dies abans als afores d'Alep.
El 15 de gener de 2013, The cable afirmava que l'exèrcit sirià probablement havia utilitzat armes químiques a Homs cap a la darreria desembre del 2012. Es va citar experts que deien que les víctimes a Homs mostraven símptomes que coincideixen amb els efectes de l'Agent 15, un agent incapacitant de nivell CX. Però la Casa Blanca va declarar posteriorment: "Els informes que hem vist de mitjans de comunicació pel que fa a suposats incidents amb armes químiques a Síria no són coherents amb el qual creiem sobre les armes químiques de Síria.
El 19 de març de 2013, el govern sirià i els rebels sirians es van acusar mútuament de desplegar armes químiques en un atac a la província d'Alep La televisió estatal siriana i el govern de Rússia, culparen igualment els rebels per l'atac amb armes químiques Els informes indiquen entre 15 i 40 morts Un fotògraf anònim de Reuters va descriure el gas que té una "olor com de clor"  i va dir que va veure les víctimes ofegant-se. Els rebels al·leguen que es va utilitzar un míssil Scud per expandir l'agent, mentre que el ministre d'Informació sirià va culpar als rebels de l'atac; cap de les parts no va presentar proves clares de les seves pretensions Segons un portaveu de l'Exèrcit Sirià Lliure, l'atac es va produir en territori rebel, per bé que les fotografies de Reuters mostraven imatges de soldats del govern sirià ferits en l'atac though Reuters photographs showed images of Syrian government soldiers injured in the attack. Alts funcionaris nord-americans van afirmar que els rebels sirians no tenen la capacitat de llançar armes químiques, i es van mostrar escèptics sobre el fet que les armes s'haguessin utilitzat L'ONU va afirmar que endegaria una investigació sobre aquest presumpte ús d'armes químiques. El 27 de març, el Secretari General de les Nacions Unides va fer públic el nomenament de l'expert suec Ake Sellstrom per encapçalar una delegació de l'ONU que investigaria el presumpte ús d'aquesta mena d'armes. L'objectiu d'aquesta delegació seria, exclusivament, d'aclarir si alguna de les parts havia usat armes químiques, sense, però, atribuir-ne la responsabilitat a cap d'elles.

### Atac del 21 d'agost del 2013
El 21 d'agost del 2013, els rebels sirians van acusar les forces del règim del president Àssad d'haver atacat la població civil amb armes químiques als suburbis de Damasc, i més concretament a Ghuta.
Una missió d'observadors de l'ONU va poder accedir a la zona on s'hauria produït l'atac i es va entrevistar amb els afectats.
Per la seva banda, els Estats Units afirmaren tenir proves que el règim havia utilitzat armes químiques El President dels Estats Units, Barack Obama, i el Primer Ministre britànic, David Cameron, van sospesar l'opció d'una intervenció militar d'abast limitat contra el règim sirià. El president francès François Hollande també es va mostrar favorable a aquesta intervenció. Els furoners favorables al règim sirià van piratejar diversos webs de mitjans de comunicació occidentals, com ara The New York Times, Huffington Post i la xarxa social Twitter.
Rússia, tradicional aliada del règim sirià, a través del seu Ministre d'Afers Exteriors, Serguei Lavrov, va advertir que una acció militar comportaria la desestabilització de tot el Pròxim Orient. Per la seva banda, el govern del president Àssad es mostrà desafiant davant aquestes amenaces.

## Impacte

### Morts

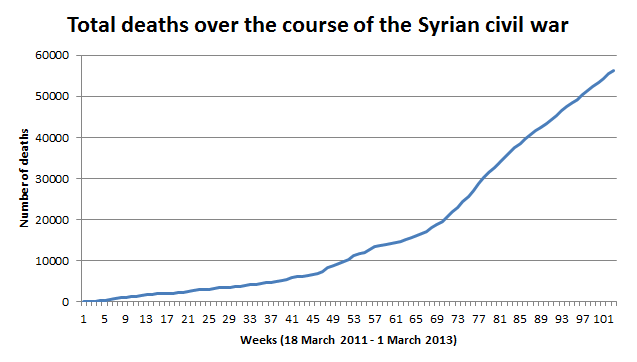
Total de morts en el curs del conflicte a Síria (18 de març del 2011 – 1 de març del 2013)

Les estimacions de les morts en els conflictes varien molt, amb xifres, per part grups d'activistes opositors, que oscil·len entre els 59.900-72.660. El 2 de gener de 2013, les Nacions Unides va declarar que, des del començament de la guerra civil, havien mort unes 60.000 persones. En aquest sentit, l'Alt Comissariat per als Drets Humans, Navi Pillay va declarar que "El nombre de víctimes és molt més gran del que esperàvem, i és veritablement impactant". Al mes següent, l'ONU va actualitzar la seva estimació xifra de morts a 70.000. Algunes zones del país s'han vist afectats de manera desproporcionada per la guerra, segons algunes estimacions, fins a un terç de totes les morts han ocorregut a la ciutat de Homs.
Un problema que s'ha de determinar és el nombre de "combatents armats" que han mort, pel fet que algunes fonts compten els combatents rebels que no eren desertors del règim com a civils Almenys la meitat dels morts han estat estimats com a combatents d'ambdós bàndols, entre ells més de 7.200 soldats del govern. A més, UNICEF va informar que més de 500 nens havien estat assassinats a principis de febrer del 2012 Altres 400 nens haurien estat detinguts i torturats a les presons sirianes Les dues afirmacions han estat impugnades pel govern sirià. A més, se sap que més de 600 detinguts i presos polítics han mort sota tortura. A mitjan octubre 2012, el grup activista de l'oposició OSDH va informar que el nombre de nens morts en el conflicte s'havia elevat a 2.300, i el març del 2013, fonts de l'oposició van afirmar que vora 5.000 nens havien estat assassinats.

### Refugides
La violència a Síria ha obligat centenars de milers de persones a fugir de les seves llars, han marxat del seu país d'origen per buscar refugi en països segurs. La xifra de refugiades ha arribat a nivells històrics que no es veien des de la Segona Guerra Mundial; s'estima que són 5,6 milions el nombre derefugiades, el 90% de les quals es localitzen en tres països: 3,6 milions a Turquia, prop d'un milió al Líban i més de 600.000 a Jordània. Només el 8% de les que són a Turquia es troben en campaments censats i reben ajuda internacional. La resta, distribuïdes per la geografia turca però amb taxes de concentració molt més altes prop de la frontera amb Síria i a les grans ciutats –diferents fonts xifren en 500.000 el nombre de refugiades sirianes a Istanbul–, han rebut ajuda al llarg d'aquests anys per part del govern turc en forma de subsidis i atenció sanitària gratuïta. L'Estat turc ha rebutjat sempre classificar-les com a refugiades: en la terminologia i el discurs del govern d'Erdogan, les sirianes són misafir («convidades») i Turquia té el deure religiós i moral d'acollir-les i ajudar-les. A Iraq, Egipte i molts països del nord d'Àfrica també es troben un gran nombre de persones refugiades.
D'altra banda, també cal tenir en compte els desplaçats interiors, que s'estima que són al voltant de les 4.500.000 persones.

### Violacions dels drets humans

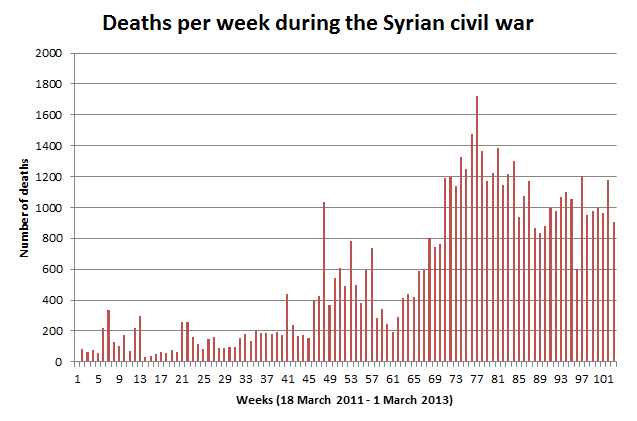
Morts setmanals en el transcurs del conflicte a Síria (18 març 2011-1 març 2013)

La "immensa majoria" de violacions de drets humans documentades a Síria, entre ells nombrosos crims internacionals, han estat comesos per l'exèrcit sirià i les forces de seguretat i la seva milícia aliada. Algunes violacions són considerades per molts tan serioses, deliberades i sistemàtiques que constitueixen crims contra la humanitat i crims de guerra. Segons Human Rights Watch, el govern d'Àssad ha creat un "arxipèlag de centres de tortura". En aquestes accions de repressió, i particularment en la tortura, els mukhabarat han tingut un paper clau: el Departament d'Intel·ligència Militar, la Direcció de Seguretat Política, la Direcció General d'Intel·ligència i la Direcció d'Intel·ligència de la Força Aèria. Human Rights Watch també ha manifestat que hi ha proves d'atacs amb bombes de dispersió sobre civils per part de la força aèria siriana.
Pel que fa als grups armats d'oposició, l'ONU els acusa de delictes com homicidis il·legítims, tortura i maltractaments, segrest i presa d'ostatges, i la utilització de nens en perilloses accions de no combatents. Human Rights Watch també presenta proves de rebels que segrestaven a civils per demanar rescat, així com execucions sumàries de soldats de l'exèrcit i nombrosos casos de tortura física
El 14 de gener del 2013, l'International Rescue Committee va donar a conèixer un informe que indica que molts refugiats fugen a Síria causa d'un temor generalitzat de violacions. En l'informe també es fa esment als atacs sistemàtics dels treballadors del sector sanitari, i els trets dels enginyers que tracten de mantenir la infraestructura de sanejament i aigua d'Alep.

### Onada de crims

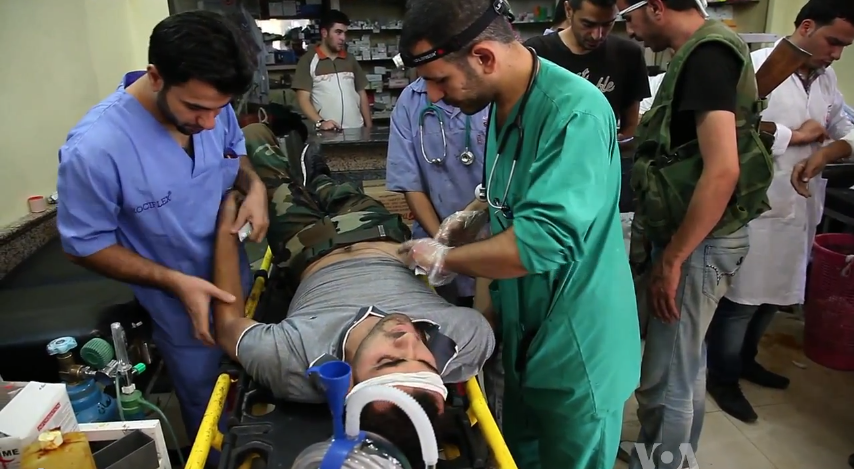
Metges i personal mèdic tractant els combatents rebels ferits i els civils a Alep

A mesura que el conflicte s'ha estès a través de Síria, moltes ciutats s'han sumit en una onada de delinqüència, atès que els combats han causat la desintegració de gran part de l'estat civil, i moltes comissaries de policia han deixat de funcionar. Han augmentat els índexs de robatoris i saquejos a cases i botigues. També han augmentat els índexs de segrestos. Els combatents rebels van ser vistos robant cotxes i destruint un restaurant d'Alep en què els soldats sirians havien menjat.
El juliol de 2012, el grup de drets humans Women Under Siege va documentar més de 100 casos de violació i agressió sexual durant el conflicte; es creu que molts d'aquests crims han estat perpetrats pels Shabiha i altres milícies pro-governamentals. Entre les víctimes hi ha homes, dones i nens, tot i que prop del 80% de les víctimes conegudes són dones i nenes.
Les xarxes criminals s'han utilitzat tant pel govern com de l'oposició durant el conflicte. Davant les sancions internacionals, el govern sirià es va basar en les organitzacions criminals per al contraban de béns i diners dins i fora del país. La crisi econòmica causada pel conflicte i les sancions també van provocar una baixada dels salaris dels membres Shabiha. En resposta, alguns membres Shabiha començaren a robar propietats civils, i a participar en segrestos.
Les forces rebels de vegades es va basar en les xarxes delictives per obtenir armes i subministraments. Els preus de les armes que s'obtenen al mercat negre dels països veïns de Síria han augmentat significativament des de l'inici del conflicte. Per generar fons per a la compra d'armes, alguns grups rebels s'han tornat cap a l'extorsió, el robatori i el segrest.

### Patrimoni cultural
La guerra civil ha causat importants danys al patrimoni cultural de Síria, inclòs el Patrimoni de la Humanitat. La destrucció de les antiguitats ha estat causada per bombardejos, atrinxerament de l'exèrcit i saquejos en diversos tells, museus i monuments Un grup anomenat Patrimoni arqueològic sirià en perill fa el seguiment i el registre de la destrucció en un intent de crear una llista d'indrets del patrimoni danyats durant la guerra i obtenir el suport mundial per a la protecció i preservació dels llocs d'interès arqueològic i arquitectònic que es troben amenaçats

### Efectes al Líban
La guerra civil siriana s'està estenent a Líban, la qual cosa està donant lloc a incidents de violència sectària al nord del Líban entre els partidaris i opositors al govern sirià, i està produint enfrontaments armats entre sunnites i alauites a Trípoli.
El 17 de setembre de 2012, un avió d'atac a terra sirià va disparar tres míssils a 500 metres sobre la frontera cap a territori libanès prop d'Arsal. Es va suggerir que els avions estaven perseguint als rebels per la rodalia. L'atac va provocar que el president libanès Michel Sleiman iniciés una investigació, tot i que públicament no va culpar Síria per l'incident.
El 22 de setembre, un grup de membres armats de l'Exèrcit Sirià Lliure van atacar un post fronterer prop d'Arsal. El grup van ser expulsats dels turons per l'Exèrcit libanès, que detingué i després alliberà alguns rebels a causa de la pressió de la gent de la zona. El president Sleiman va elogiar les mesures adoptades pels militars com el manteniment de la posició de "neutralitat del Líban envers els conflictes dels altres". Va fer una crida als residents fronterers per "estar al costat del seu exèrcit i ajudar els seus membres". Síria ha demanat en repetides ocasions una ofensiva intensificada contra els rebels que es diu que s'amaguen en les ciutats frontereres libaneses.
L'11 d'octubre, quatre obusos disparats per l'exèrcit sirià cauen a Qaa, on els incidents de bombardejos anteriors havien causat víctimes mortals.
El 19 d'octubre, un cotxe bomba va explotar al centre de Beirut; el seu objectiu era un alt funcionari de seguretat libanès, el general de brigada Wissam Al-Hassan, que va perdre la vida per causa d'aquest fet. També hi va haver almenys 7 morts i potser uns 80 ferits de resultes de l'explosió. Al-Hassan era conegut per la seva oposició al govern sirià. Era sospitós d'estar involucrat en el contraban d'armes a l'oposició, i també havia desvetllat la participació de l'exministre d'Informació, Michel Samaha, com a organitzador d'atemptats desestabilitzadors al Líban amb explosius subministrats per Síria. Samaha va ser detingut l'agost de 2012. Després d'una investigació que assenyalava vincles individuals amb el govern sirià en l'explosió, les autoritats libaneses va emetre una ordre d'arrest el 4 de febrer de 2013 per al cap d'intel·ligència sirià Ali Mamlouk per haver ajudat a planificar l'atac a al-Hassan.
Els nens refugiats de Síria han estat desplaçats a les ciutats frontereres, la qual cosa amenaça amb aclaparar el sistema educatiu de la Beqaa.